# Casa Vicens
La Casa Vicens es un edificio modernista situado en Barcelona, en el distrito de Gracia. Obra de Antoni Gaudí, fue el primer proyecto de importancia del arquitecto. Se construyó entre 1883 y 1885, aunque Gaudí elaboró el proyecto original entre 1878 y 1880. La obra se enmarca en un estilo orientalista, cercano al neomudéjar, aunque interpretado de forma personal, con el sello de originalidad que Gaudí aportaba a sus proyectos. En esta obra, esbozó por primera vez algunos de sus recursos constructivos que serían habituales en la eclosión del modernismo. En su momento, fue una obra muy comentada, que causó una gran sensación entre el público de la época. En la fecha en la que se construyó el edificio, Gracia era todavía un núcleo urbano independiente de Barcelona y poseedor de ayuntamiento propio, con la categoría de villa, aunque actualmente es un distrito de la ciudad.
El proyecto original contaba con un gran espacio ajardinado, además de la casa, pero con el tiempo el terreno se fue parcelando y vendiendo para la construcción de edificios de viviendas. En la actualidad, el conjunto se reduce apenas a la casa y un pequeño espacio circundante. Para aprovechar el espacio, Gaudí realizó un proyecto de tres fachadas, con la casa adosada por pared medianera a un convento contiguo. En 1925 se proyectó una ampliación de la casa, encargo que le fue ofrecido a Gaudí, el cual rehusó; en su lugar, propuso a uno de sus discípulos, Joan Baptista Serra, quien realizó una nueva crujía siguiendo el estilo original de Gaudí, con la inclusión de una nueva fachada, con lo que quedó un edificio a cuatro vientos.
Esta obra pertenece a la etapa orientalista de Gaudí (1883-1888), un período en que el arquitecto realizó una serie de obras de marcado gusto oriental, inspiradas en el arte del Próximo y Lejano Oriente (India, Persia, Japón), así como en el arte islámico hispánico, principalmente el mudéjar y nazarí. Gaudí empleó en esta época con gran profusión la decoración en azulejo cerámico, así como los arcos mitrales, cartelas de ladrillo visto y remates en forma de templete o cúpula.
El edificio fue declarado Monumento histórico-artístico en 1969 con el número de registro 52-MH-EN, Bien de Interés Cultural en 1993 con la referencia RI-51-0003823 y Patrimonio de la Humanidad en 2005 con la referencia 320bis.

## Historia

### Primera obra relevante de Gaudí

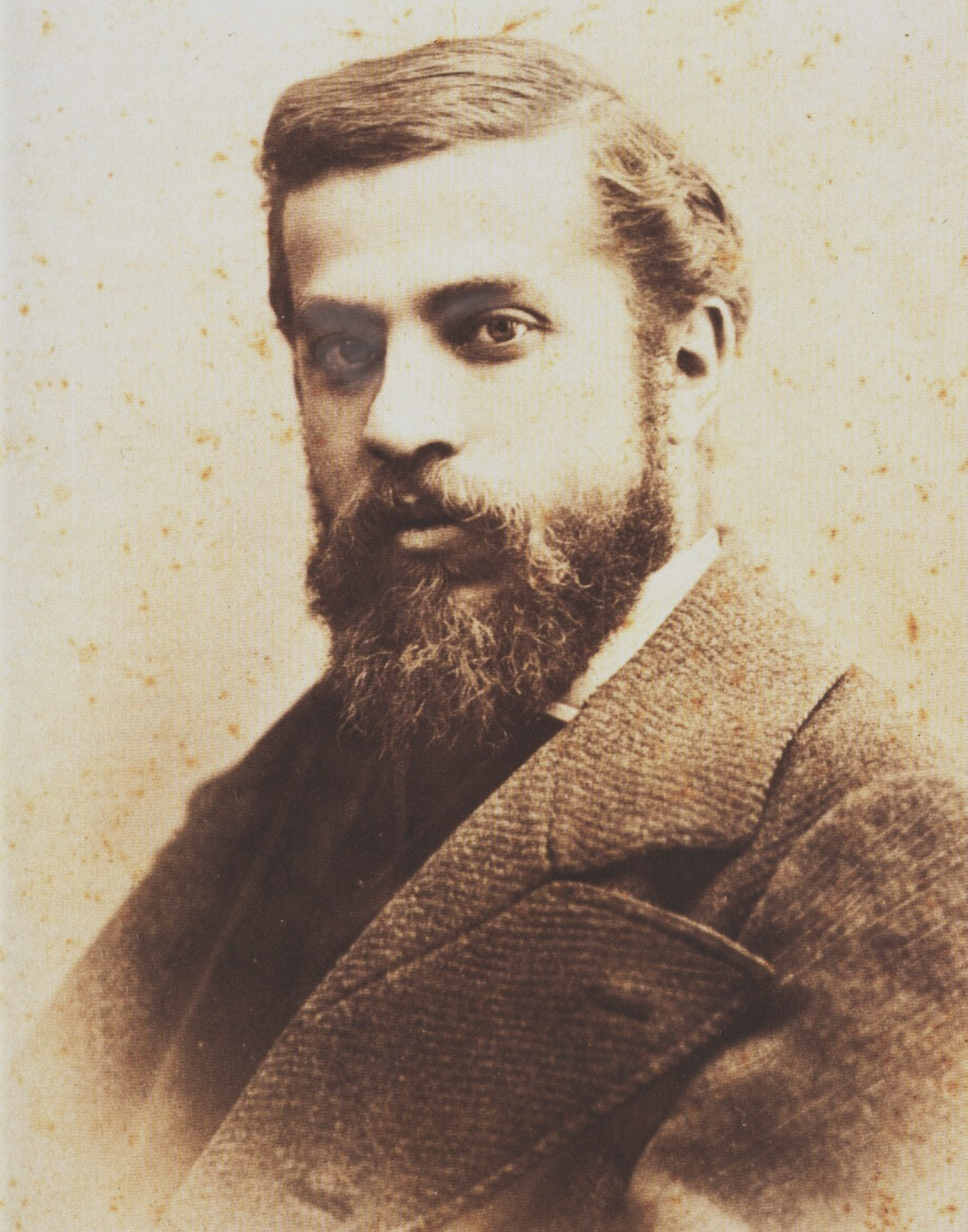
Antoni Gaudí

Antoni Gaudí (Reus o Riudoms, 1852-Barcelona, 1926) cursó arquitectura en la Escuela de la Lonja y en la Escuela Técnica Superior de Arquitectura de Barcelona, donde se graduó en 1878. Para pagarse la carrera, Gaudí trabajó como delineante para diversos arquitectos y constructores, como Leandre Serrallach, Joan Martorell, Emilio Sala Cortés, Francisco de Paula del Villar y Lozano y Josep Fontserè. Una vez obtenido el título de arquitecto en 1878, sus primeros trabajos fueron unas farolas para la plaza Real, el proyecto de Quioscos Girossi, la vitrina para la Guantería Esteban Comella y el mobiliario para la capilla-panteón del palacio de Sobrellano en Comillas, todos del mismo año de su graduación, así como la Cooperativa Obrera Mataronense (1878-1882), que fue su primer encargo importante, aunque no se llegó a materializar en su conjunto, ya que solo se construyó una nave. Sus siguientes realizaciones fueron el mobiliario de la Farmacia Gibert (1879) y las obras para la Congregación de Jesús-María en Barcelona y Tarragona (1879-1881).
Gaudí compaginó la construcción de la Casa Vicens con otros encargos: en 1883 se hizo cargo de las obras del Templo Expiatorio de la Sagrada Familia, iniciadas el año anterior con un proyecto de Francisco de Paula del Villar y Lozano, el cual renunció poco después por desavenencias con la junta constructora; Gaudí emplearía el resto de su vida en la construcción del templo, que sería su obra magna y la síntesis de todos sus hallazgos arquitectónicos. El mismo año de 1883 realizó un proyecto de retablo para la capilla del Santísimo Sacramento de la iglesia parroquial de San Félix de Alella, así como unos planos topográficos de la finca Can Rosell de la Llena en Gélida, y recibió el encargo de una villa anexa al palacio de Sobrellano, del marqués de Comillas, en la homónima localidad cántabra, conocida como El Capricho, construida entre 1883 y 1885 en un estilo orientalista similar al de la Casa Vicens, donde destaca igualmente su revestimiento de cerámica. En un estilo similar construyó los Pabellones Güell de Pedralbes (1884-1887), un encargo de Eusebi Güell, su principal mecenas y amigo.
Gaudí se encontraba en ese momento en el primer período de su carrera, que se caracteriza por la utilización de un lenguaje arquitectónico de gran simplicidad constructiva, en el que prima la línea recta sobre la línea curva. Estilísticamente, corresponde con una etapa de influencia orientalista, donde las formas estructurales y ornamentales corresponden al gusto por el arte oriental, principalmente mudéjar, persa y bizantino, como se aprecia en otras obras suyas como los Pabellones Güell, las Bodegas Güell o El Capricho de Comillas. Gaudí había estudiado el arte neomudéjar en las obras de Owen Jones, como Plans, elevations, sections and details of the Alhambra (1842), Designs for mosaics and tesselated pavements (1842) y Grammar of ornament (1856).
El concepto que Gaudí tenía de la casa familiar —y que reflejó en la Casa Vicens— se encuentra plasmado en un artículo no publicado que escribió en 1881, titulado La casa solariega (en catalán: La casa pairal): «La casa es la pequeña nación de la familia. La familia, como la nación, tiene historia, relaciones exteriores, cambios de gobierno, etcétera. La familia independiente tiene casa propia, la que no lo es tiene casa de alquiler. La casa propia es el país natal, la de alquiler es el país de la emigración; por ello la casa propia es el ideal de todo el mundo. No se concibe la casa propia sin familia, solo se concibe así la de alquiler».

### El encargo

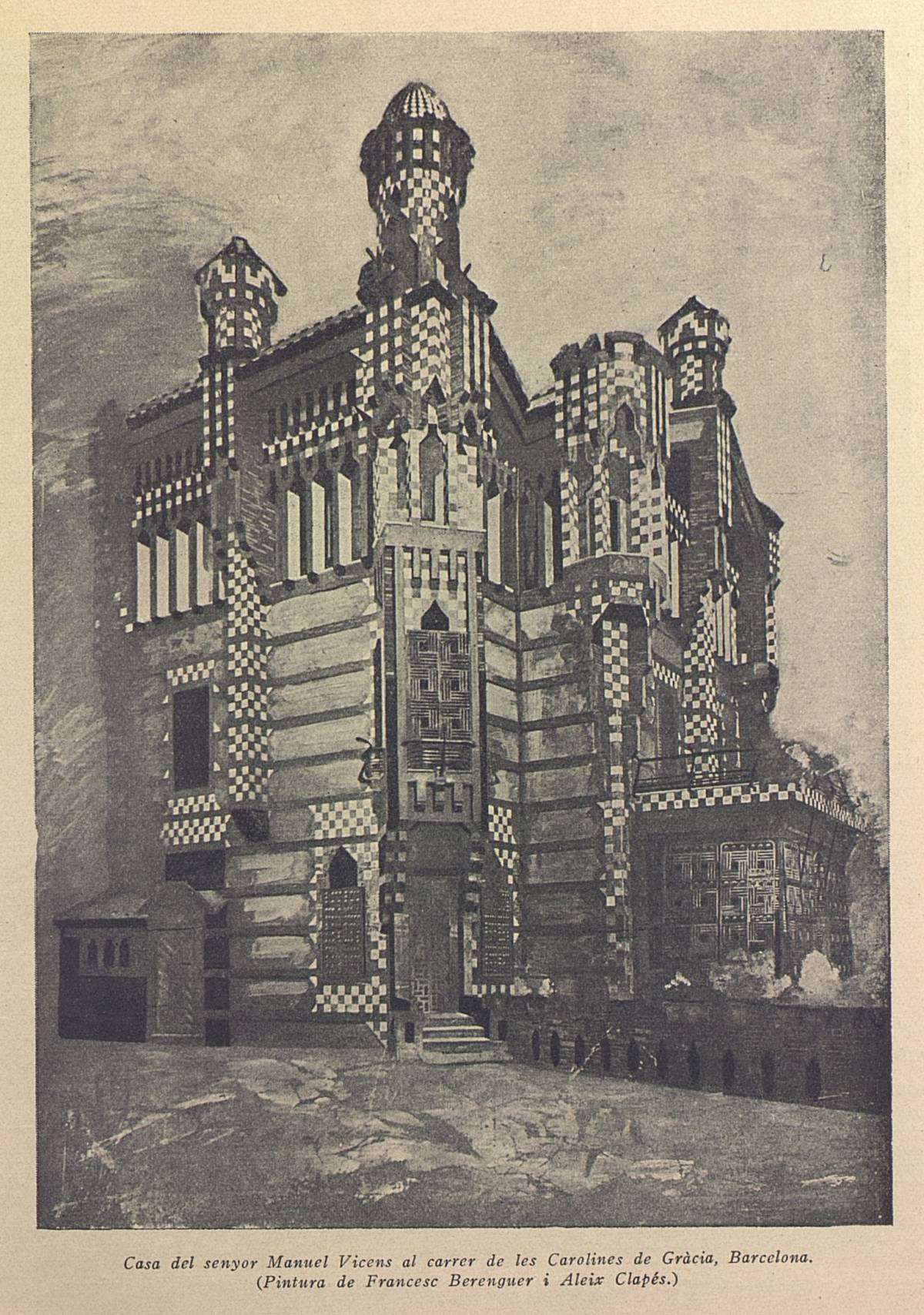
Dibujo de la Casa Vicens (1910), por Francesc Berenguer y Aleix Clapés

Gaudí recibió en 1878 el encargo de Manuel Vicens i Montaner para una segunda residencia veraniega de la familia en la villa de Gracia. Manuel Vicens (1836-1895) era agente de cambio y bolsa, aunque se tienen pocos datos sobre su persona. Por su testamento, se sabe que tenía una casa en Alella, así como dos propiedades en el centro de Barcelona y algunos terrenos en la zona de Vallvidrera. El terreno donde se construyó la casa lo había heredado Manuel Vicens de su madre, Rosa Montaner i Matas, en 1877. Falleció el 29 de abril de 1895, dejando sus propiedades a su viuda, Dolors Giralt i Grífol.
Se desconoce la forma en que Vicens conoció a Gaudí, aunque es probable que coincidiesen en los círculos culturales vinculados a la Renaixença que ambos frecuentaban. Posteriormente, Vicens y Gaudí mantuvieron una relación de amistad y, en numerosas ocasiones, el arquitecto veraneó en la casa que Vicens tenía en Alella, entre 1880 y 1890. Para esta vivienda, Gaudí diseñó dos muebles: una chimenea rinconera de madera y metal con las iniciales M.V. (de Manuel Vicens), conservada actualmente en la Casa Vicens; y un armario rinconero de madera de cedro con latón dorado y las iniciales D.G. (de Dolors Giralt), comprado por la Casa Vicens en una subasta en 2023 con el fin de ser expuesto tras una restauración. Fruto de estas estancias fue un proyecto de retablo que Gaudí realizó en 1883 para la iglesia de San Félix de Alella por encargo del párroco Jaume Puig Claret, que finalmente no se llevó a cabo. Se conserva un dibujo a la tinta china sobre papel tela, a escala 1:25.

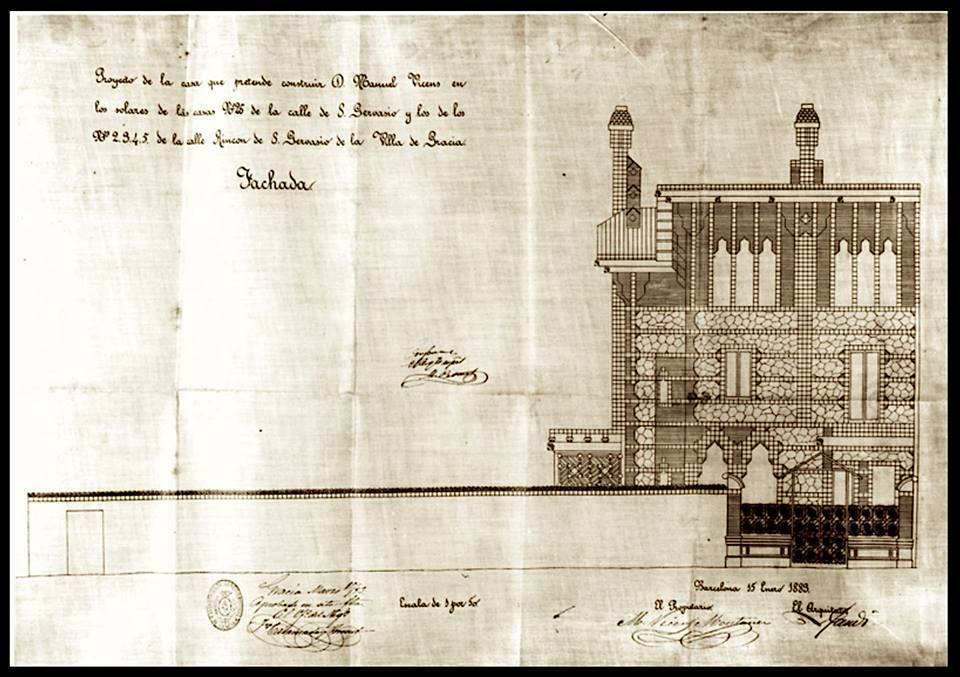
Fachada de la Casa Vicens, firmada por Gaudí el 15 de enero de 1883

La villa de Gracia era por entonces una entidad independiente de Barcelona. Su núcleo de población se formó alrededor del convento carmelita de Santa María de Gracia —conocido popularmente como els Josepets—, fundado en 1630. Era una zona agrícola, poblada de masías, que a principios del siglo XIX empezó a urbanizarse y a forjar un incipiente tejido industrial. La villa fue agregada a Barcelona en 1897 junto con otras cinco poblaciones limítrofes: Sants, Les Corts, San Gervasio de Cassolas, San Andrés de Palomar y San Martín de Provensals. Por aquella época, numerosas familias de la burguesía emplazaban en Gracia su segunda residencia, ya que la villa conjugaba su proximidad a la ciudad con la tranquilidad de un pueblo. La casa se encuentra en la calle de las Carolinas, llamada así en honor de las islas Carolinas —antigua colonia española— en 1908; su nombre anterior era San Gervasio.
El solar original se encontraba entre el convento de las Hijas de la Caridad de San Vicente de Paúl, con cuya pared medianera se adosó una cara del edificio (lado noreste), y un callejón sin salida, llamado Rincón de San Gervasio, más tarde desaparecido. Dicho terreno procedía de tres solares adquiridos entre 1846 y 1854 por Agustí Maria Baró i Tastàs, que incluían varias construcciones de planta baja. En 1866 pasó por herencia a la madre de Manuel Vicens, Rosa Montaner i Matas, viuda de Onofre Vicens i Domènech. Fallecida esta en 1877, pasó por herencia a Manuel Vicens. Se ignora si las edificaciones que había en el solar fueron derribadas o aprovechadas en parte en el proyecto gaudiniano. En 1876 y 1881, Vicens compró dos solares contiguos a la calle Rincón de San Gervasio, que permitieron ampliar el jardín de la finca.
Gaudí completó el proyecto del conjunto de casa y jardín en 1880, aunque los planos están firmados en 1883, fecha en que se presentaron en el Ayuntamiento de Gracia. En su diseño conjugó una estructura arquitectónica relativamente simple con la complejidad de una decoración esmerada, especialmente en cuanto a la utilización de azulejo cerámico. Estilísticamente, corresponde de pleno a su etapa orientalista, pero el empleo con profusión de las artes decorativas (cerámica, forja, vidriería, ebanistería) anticipa la que sería su época de esplendor dentro del modernismo catalán. Las obras se realizaron entre 1883 y 1885. Gaudí dirigió personalmente las obras: según testimonio de Joan Baptista Serra a George Collins en 1959, el arquitecto se sentaba bajo un parasol y supervisaba la construcción, haciendo derribar en ocasiones lo que consideraba mal ejecutado.
En su realización, Gaudí contó con la ayuda de varios artesanos que serían habituales en sus obras, como el escultor Llorenç Matamala, el ebanista Eudald Puntí o el herrero Joan Oñós, así como el contratista Claudi Alsina. La decoración corrió a cargo del pintor Francesc Torrescassana y el escultor Antoni Riba.
El solar original tenía unas dimensiones de 30 × 34,5 m, con una superficie de 1035 m². La casa contaba con tres fachadas, ya que por su vertiente noreste daba con una pared medianera de un convento vecino. Aunque la entrada se encontraba en el lado sureste, que daba a la calle de San Gervasio, la fachada principal era la que daba al jardín, en el lado suroeste, que limitaba con el callejón del Rincón de San Gervasio, de 35 m de largo por 3,5 de ancho. La casa, concebida como unifamiliar, contaba con un sótano para bodega-almacén; una planta noble que contaba con recibidor, comedor, tribuna, fumadero (fumoir), cocina y lavadero; un primer piso con dormitorios, baños, un vestidor y una biblioteca; unas buhardillas para alojamiento del servicio; y una azotea con un pequeño paso de ronda entre los tejados con chimeneas y un templete en el ángulo noroeste. Contaba con una escalera de bóveda catalana con un arrimadero de madera decorado en cada escalón con pequeños óleos de Torrescassana, que se perdieron en la reforma de 1925.

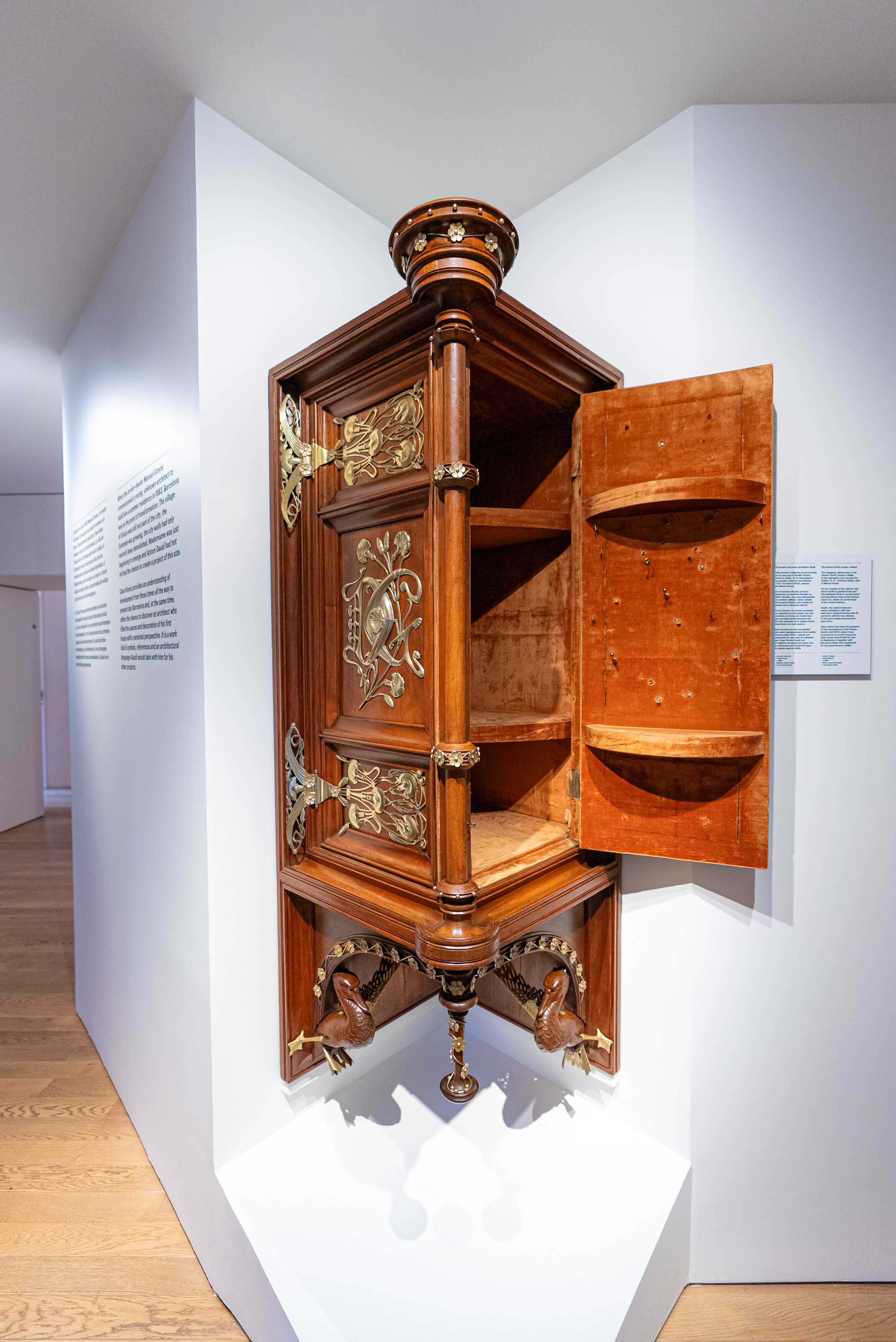
Armario rinconero que Gaudí diseño para la familia Vicens

El arquitecto reusense planeó un conjunto de muros de mampostería alternada con filas de azulejos, que reproducían unas flores amarillas propias de la zona (clavelones de la India o Tagetes erecta), que Gaudí había encontrado en el solar de la casa antes de la construcción y quiso reproducir en el proyecto final. También se inspiró en una palmera del solar para diseñar la verja de forja de la entrada principal, en forma de hojas de palmito (Chamaerops humilis). Según sus palabras: «Cuando fui a tomar medidas, el solar estaba totalmente cubierto de esas mismas florecillas amarillas que adopté como tema ornamental en las cerámicas. También había una exuberante palmera, cuyas palmas, fundidas en hierro, forman la valla y la puerta de entrada de la casa».
En el diseño de la casa, Gaudí buscó aunar practicidad y estética, al tiempo que confort, higiene y bienestar, así como una perfecta armonía con el jardín y el entorno circundante. Como en todos sus proyectos, planeó hasta el más mínimo detalle y se ocupó de aspectos como la iluminación y la ventilación, procurando establecer las condiciones más óptimas para la habitabilidad de la vivienda. Uno de los espacios más evocadores del conjunto era la tribuna situada junto al comedor, abierta al jardín por unas celosías de madera de inspiración oriental que, cuando quedaban abiertas, dejaban este espacio al aire libre. Contenía un surtidor de agua formado por una pila de estilo renacentista y una reja metálica de forma elíptica, similar a una tela de araña, que convertía el agua en una fina lámina por la que, cuando pasaba por ella la luz, se descomponía en los colores del arco iris.

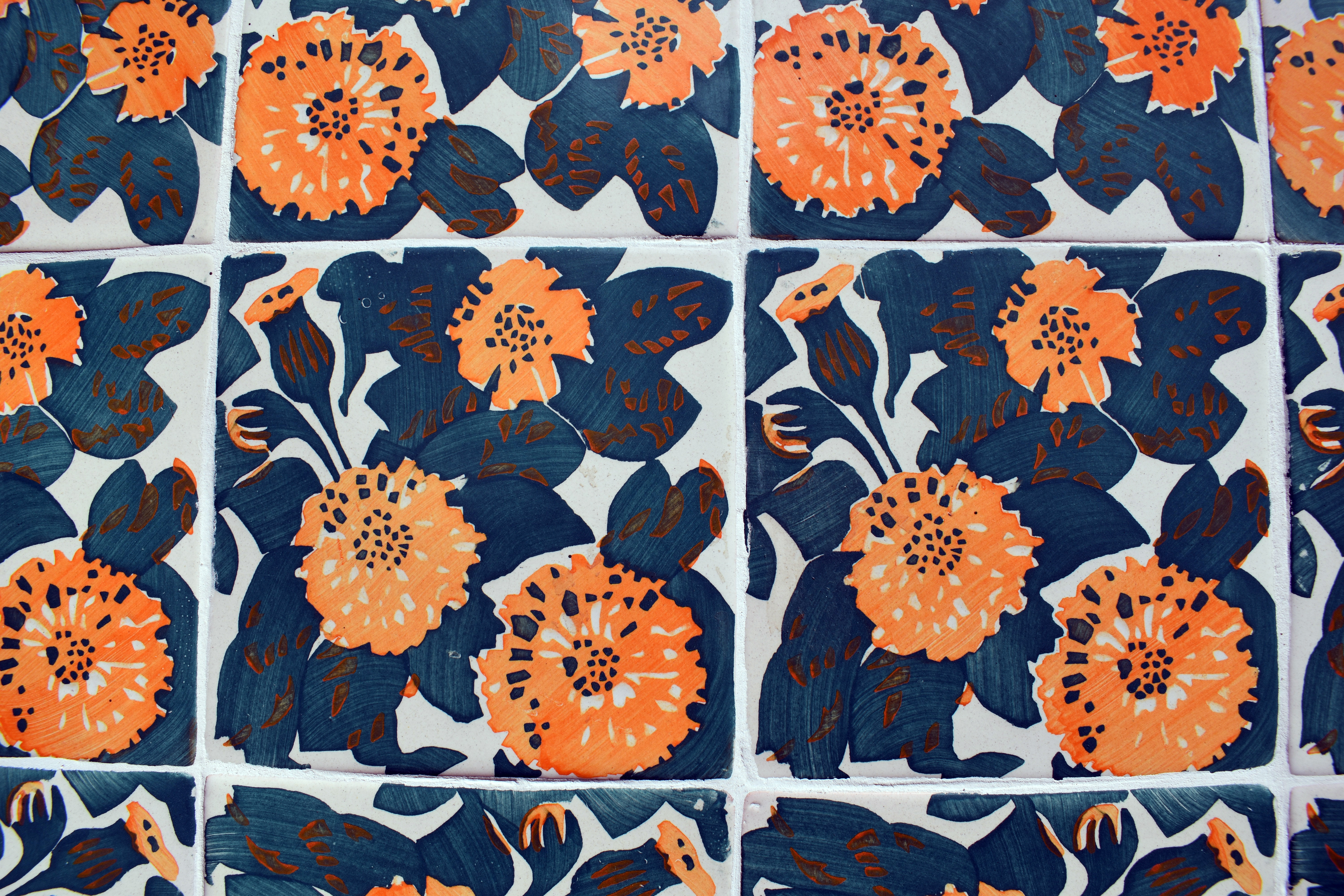
Azulejos con motivos de clavelones. Gaudí afirmaba haber encontrado estas flores en el solar a construir y quiso rendirles homenaje

El antiguo jardín comprendía tres zonas: la que separaba la casa de la calle; la que se hallaba frente a la zona noble, formada por parterres circulares de palmas; y otra lateral que albergaba árboles frutales. El jardín de la casa fue diseñado por Gaudí con esmero, ya que al tratarse de una residencia de veraneo dicho espacio cobraba una gran relevancia como lugar de esparcimiento. Junto a los elementos naturales destacaban especialmente dos elementos: una fuente surtidor de ladrillo y cerámica en la entrada y una cascada monumental, también de ladrillo. La cascada tenía la misma altura que la casa y estaba formada por un gran arco catenario que sostenía una estructura de falsos arcos de ladrillo que formaban dos logias de pilares alternados, con dos escaleras laterales. En la parte superior, dos depósitos de agua vertían una fina lluvia sobre una gruta de rocalla. En las enjutas del arco se hallaban unos bajorrelieves de terracota del escultor Antoni Riba, que representaban unos niños nadando. En el proyecto gaudiniano, esta cascada estaba unida al muro perimetral, pero en la ampliación de 1925 quedó como una estructura exenta. Fue derribada en 1946, cuando se vendió una parte del jardín para la construcción de viviendas. El jardín contaba con otra fuente en la entrada principal, formada por dos tazas superpuestas, la inferior más grande y de forma cilíndrica, revestida de estuco y, en su parte superior, baldosas con los motivos de los clavelones, y la superior en forma de prisma octogonal, con caras de 75 × 45 cm, revestida con baldosas cerámicas con motivos de flores y hojas de girasol; fue eliminada en la ampliación de 1925.

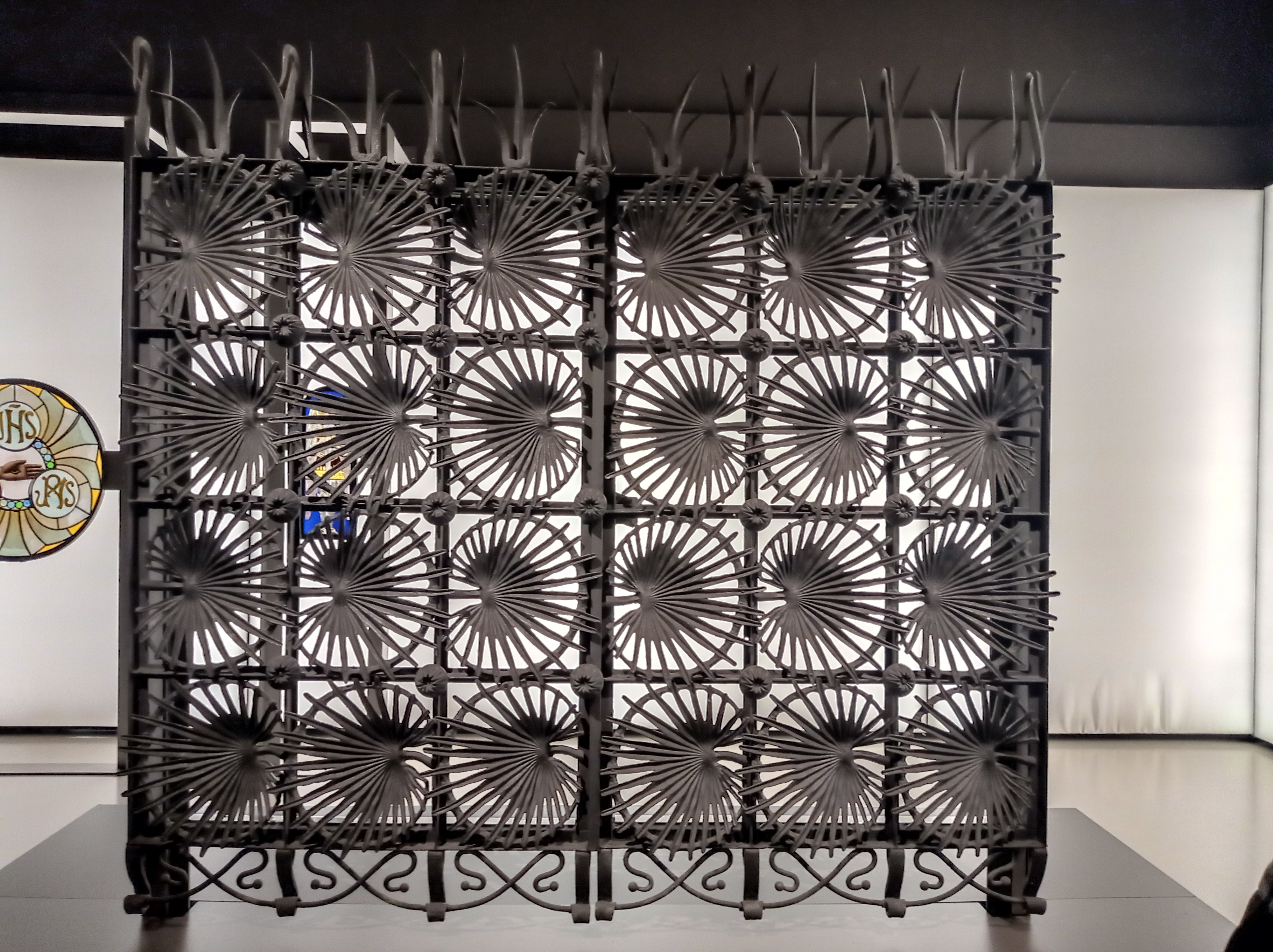
Sección de la reja de palmito conservada en el Museo Nacional de Arte de Cataluña

El cierre perimetral de la casa estaba formado por un muro de piedra de cascote con almenas semielípticas y una reja de hierro forjado decorada con motivos de hoja de palmito y clavelones, y rematado en unos pinchos en forma de tridente, justo en la entrada principal. En la esquina sudoeste había un pequeño templete que hacía de mirador, formado por dos columnas de ladrillo y tres de piedra —la central, geminada— que sostenían una estructura de ladrillo en forma de L con arcos ciegos, coronado a dos aguas con piezas cerámicas. La verja original medía 30 × 34,50 m y cada marco tenía unas medidas de 0,49 × 0,49 × 0,12 cm. El diseño de la reja fue delineado por Gaudí en el plano de la fachada que se conserva en el Archivo Histórico de Cataluña, firmado por Gaudí y Vicens el 15 de enero de 1883. Sobre este diseño, el escultor Llorenç Matamala realizó un molde en yeso, que posteriormente fundió en hierro el forjador Joan Oñós. Según el dibujo de Gaudí, cada hoja debía estar colocada en diagonal, pero finalmente se colocaron de forma horizontal, alternando una alineación izquierda con otra derecha. Tras la ampliación de la finca en 1925, el muro de piedra fue sustituido por nuevas secciones de la verja de palmito, que circundaban entonces todo el perímetro. Sin embargo, tras la venta de varias zonas del jardín para su construcción, diversas secciones de la verja fueron desmontadas. Algunas de ellas fueron recolocadas en la puerta de acceso al parque Güell y en la casa Larrard —hogar de Eusebi Güell— del mismo parque (actual colegio Baldiri Reixac), mientras que algunas porciones se conservan en la Casa-Museo Gaudí.
En un solar anexo a la Casa Vicens, el número 28 de la calle de las Carolinas, había desde antaño una fuente de agua mineral llamada de Santa Rita. Era costumbre entre los vecinos que el 22 de mayo, día de Santa Rita, acudiesen a beber las aguas de la fuente. En 1895 las aguas se declararon de utilidad pública y se inició su comercialización. Cuando en 1925 Joan Baptista Serra emprendió la ampliación de la Casa Vicens construyó una capilla dedicada a Santa Rita en el mismo emplazamiento de la fuente. En 1963 la capilla fue derribada para construir un nuevo edificio de viviendas.

### Ampliación y evolución posterior

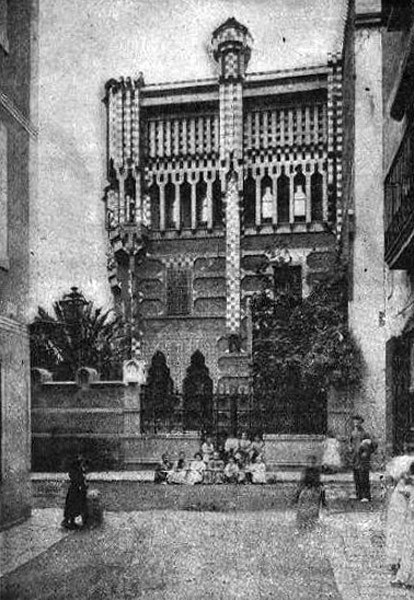
La casa en 1898, en una foto publicada en el semanario La Campana de Gracia

En 1899, la viuda de Manuel Vicens, Dolors Giralt i Grífol, vendió la casa al doctor Antonio Jover Puig por 45 000 pesetas. Antonio Jover (Barcelona, 1855-1930) fue un reputado pediatra, licenciado en la Universidad de Barcelona en 1876. Instalado en Cuba, fue catedrático de la Universidad de La Habana, hasta la independencia de la isla, en que retornó a España. Gracias a la fortuna que había forjado en Ultramar, como otros indianos de la época, pudo adquirir la Casa Vicens. Representó diversos intereses comerciales españoles en Cuba e, incluso después de su independencia, pasó diversas temporadas en la isla. Fue también presidente del Casino Español de La Habana y del Cercle Català. Establecido definitivamente en Barcelona en 1924, fue concejal del Ayuntamiento de Barcelona de 1924 a 1930 y teniente de alcalde con el barón de Viver. En 1908, el doctor Jover vendió la casa a su hermano, José Jover, reservándose el derecho de usufructo; muerto este sin descendencia en 1913, la dejó a Ángela González Sánchez, la mujer de Antonio Jover.
En 1925, el doctor Jover planeó una ampliación del edificio con el objetivo de convertirlo en primera residencia. Para ello, adquirió un terreno colindante a la pared medianera con el convento, de 212,88 m², correspondiente a los números 18-20 de la calle de las Carolinas. También adquirió el terreno situado entre el callejón del Rincón de San Gervasio y la avenida de la Riera de Cassoles, y consiguió que el callejón fuese declarado sobrante de vía pública, con lo que pudo ampliar el jardín en toda aquella extensión. Por entonces la finca alcanzó su extensión máxima, de 1738 m². Con el fin de ampliar la casa se dirigió a Gaudí para que se encargase del proyecto, pero este rehusó, ya que por entonces dedicaba su tiempo por completo a la Sagrada Familia. En su lugar, recomendó a uno de sus discípulos, Joan Baptista Serra, quien diseñó la mitad derecha de la fachada siguiendo el estilo de Gaudí.
Joan Baptista Serra de Martínez (Barcelona, 1888-1962) estudió en la Escuela Superior de Arquitectura de Barcelona, donde se tituló en 1914. Ese mismo año conoció a Gaudí en la iglesia de los Santos Justo y Pastor, donde les unió su afición por la música. De estilo ecléctico, recibió la influencia tanto del modernismo como del novecentismo, el clasicismo y la arquitectura moderna europea. Una de sus primeras obras fue la casa Cucuruy en Barcelona, a la que siguieron su propia casa, la Villa Mercedes, en la calle Escoles Pies; la casa de Eduard Schäfer, en la calle Copérnico; y la casa Valentí Soler, en la Vía Layetana, entre otras. Fue arquitecto municipal de Moncada y Reixach, Ripollet, Begas, Molins de Rey y San Feliu de Codinas, donde realizó diversas obras, como el Mercado de Ripollet, la urbanización de Begas, un grupo escolar y un proyecto de saneamiento y pavimentación de Molins de Rey, y las iglesias de Santa Engracia y del Sagrado Corazón de Moncada y Reixach.

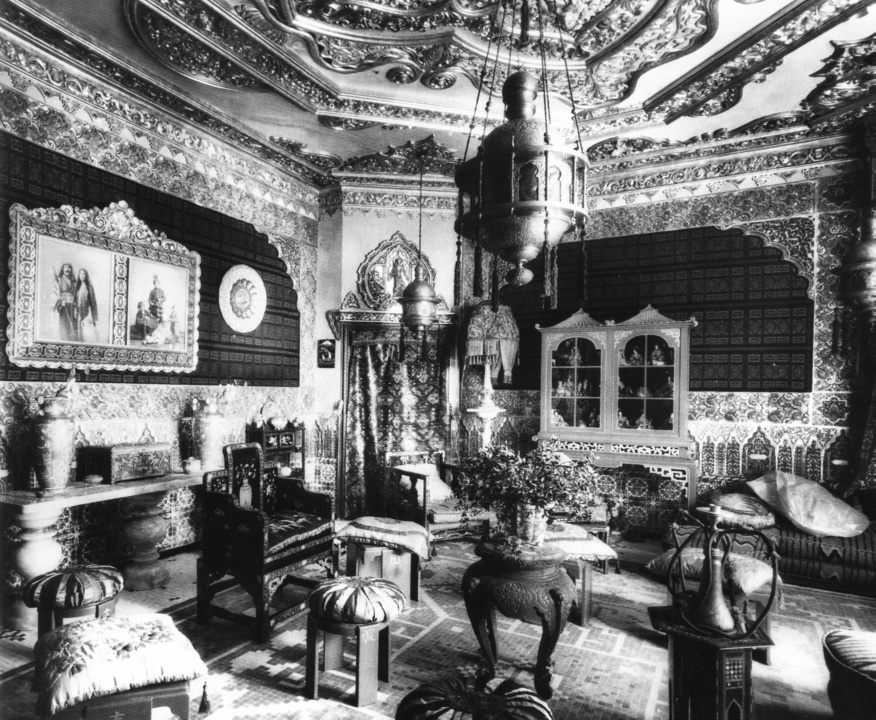
Foto histórica del interior de la Casa Vicens

Serra construyó la mitad derecha del edificio —visto desde la calle de las Carolinas—, perceptible porque su volumen sobresale un poco hacia la calle respecto a la parte construida por Gaudí. La división es perceptible también por el distinto diseño de los azulejos, ya que Gaudí los alternaba para dar mayor dinamismo, mientras que Serra los dispuso uniformemente. La ampliación se prolongó entre 1925 y 1927.
La ampliación se efectuó por el lado donde se encontraba la pared medianera con el antiguo convento, con lo que surgió una nueva fachada y el edificio quedó a los cuatro vientos. En la esquina de la calle, Serra dispuso una torre en forma de templete igual a la que Gaudí emplazó en su extremo opuesto. La nueva remodelación supuso convertir una casa unifamiliar en tres viviendas independientes, una por piso. Con tal fin, se sustituyó la escalera original diseñada por Gaudí por otra acorde a su nueva finalidad.
Otra actuación fue ejecutada en la tribuna, donde se sustituyeron las celosías de madera por un acristalado que cerraba completamente el espacio, con lo que se perdió la idea original de un espacio que conectaba directamente con el jardín. También se eliminó el surtidor de agua, uno de los elementos más evocadores del proyecto gaudiniano.
Por el lado suroeste, al desaparecer el callejón, tuvo que derribar el muro perimetral, que fue sustituido por nuevas secciones de la verja de palmito. Respetó la cascada que estaba adosada al muro, que quedó como construcción exenta, para lo que abrió el arco parabólico por el lado contrario; en cambio, se perdió la rocalla que había en la base y se colocó una piscina en su lugar. También se revistió parte de la estructura de la cascada con azulejos, a imitación de los de la casa.
Construyó también un templete en el extremo del jardín que daba a la avenida de la Riera de Cassoles, que albergaba la antigua fuente de Santa Rita. De planta circular, estaba revestido de azulejos de color amarillo y tenía una cúpula hemiesférica, revestida de azulejos y rematada con una linterna con una cruz en lo alto. Derribado en 1963, en la actualidad los antiguos jardines están ocupados por edificios de viviendas.

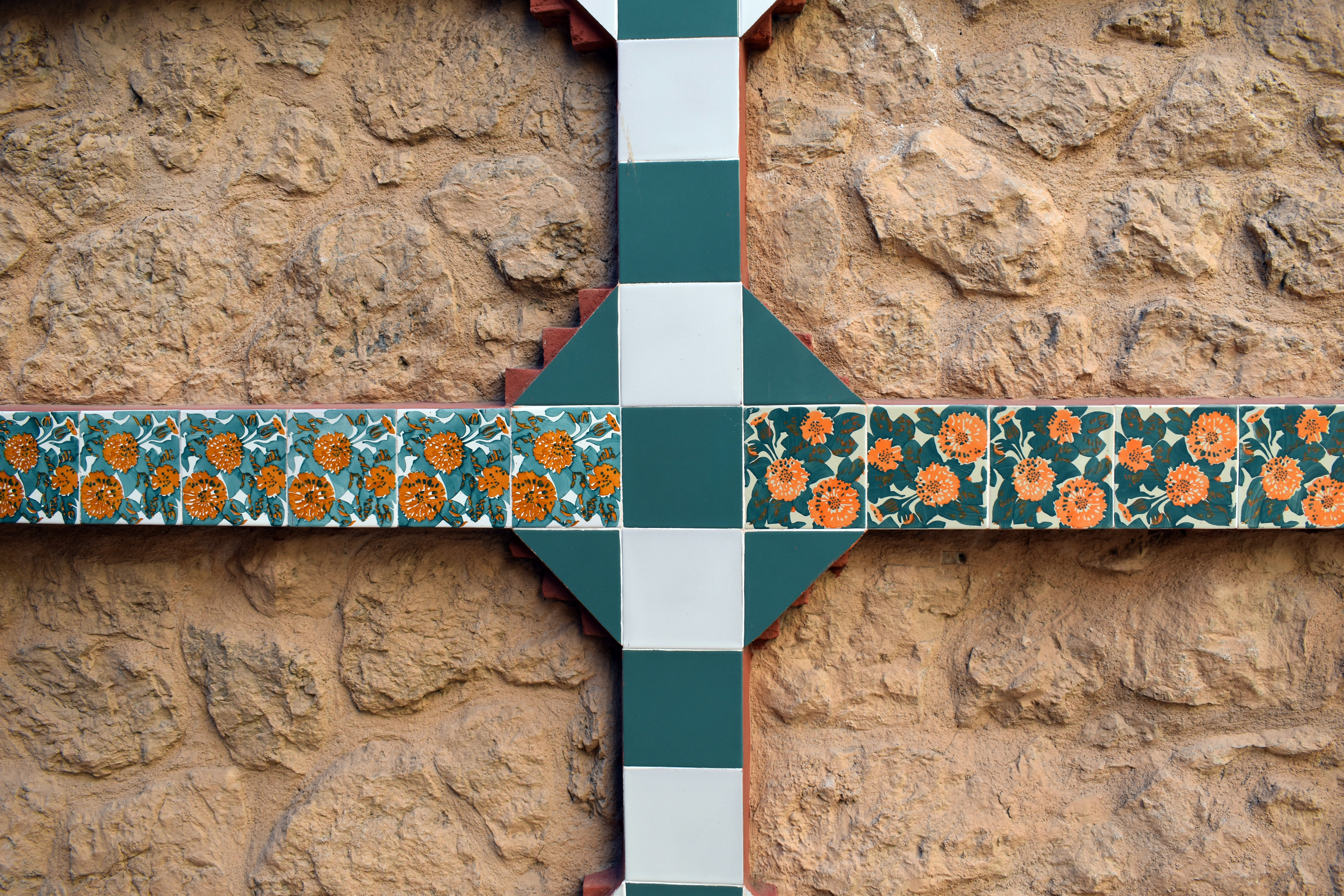
La franja vertical marca la transición entre la parte original de Gaudí (derecha) y la ampliación de Serra (izquierda). Nótese que Gaudí alternaba la posición de los azulejos para dar dinamismo, mientras que Serra los disponía uniformemente

La calle de las Carolinas fue ensanchada en 1925, con lo que la casa quedó al nivel de la calle. Por ello, la puerta de entrada fue desplazada a la fachada suroeste, donde se encuentra la tribuna, en el lugar que antes ocupaba una ventana del vestíbulo, y se construyó una terraza con escaleras para su acceso. Por su parte, el antiguo portal fue reconvertido en un doble ventanal con rejas de forja. Desapareció también una puerta secundaria para el servicio que se hallaba junto al muro medianero del convento —actualmente una ventana—, así como una terraza situada sobre esta entrada que daba a uno de los dormitorios del segundo piso, sustituida por un balcón. La entrada principal de calle se desplazó un poco hacia la izquierda y se coronó con dos farolas elaboradas por el forjador Bonaventura Batlle. Se colocó una entrada secundaria en la esquina de la calle Carolinas con la avenida de la Riera de Cassoles, idéntica a la principal. Se mantuvo el templete mirador de la esquina que daba al callejón del Rincón de San Gervasio, aunque, al desaparecer este, quedó como un elemento del muro. Por último, se eliminó la fuente surtidor que había en la entrada, que estaba emplazada en la porción que desapareció del lado sureste al ampliarse la calle de San Gervasio.

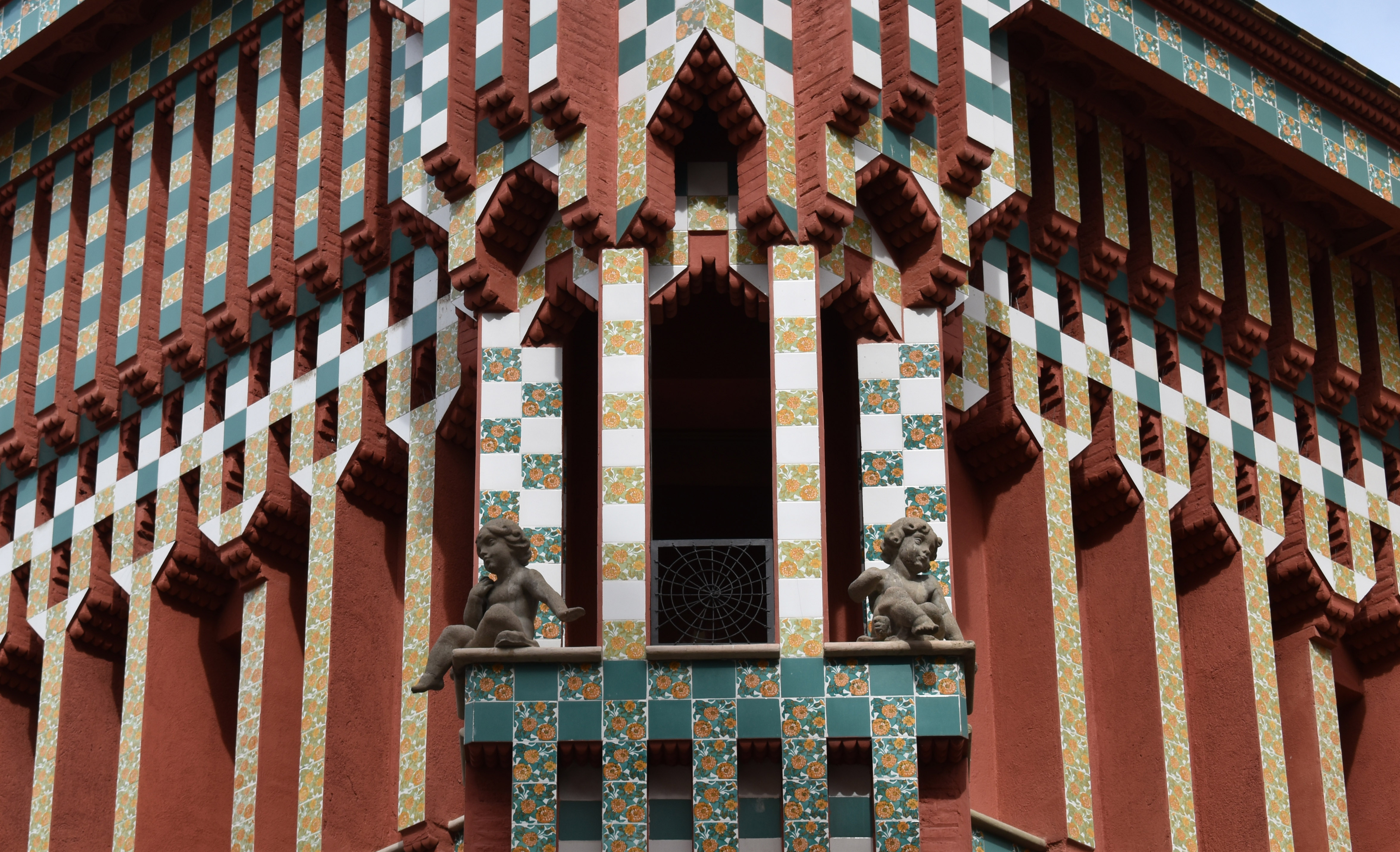
Amorcillos de terracota ubicados en la esquina correspondiente a la ampliación de Serra, a imitación de los originales de Antoni Riba del proyecto gaudiniano

En el interior, la intervención de Serra fue más comedida que en el exterior, con empleo de los nuevos materiales de construcción de la época, como el uso de viguetas de hierro con entrevigados de bovedilla cerámica en los techos. Sustituyó la antigua escalera diseñada por Gaudí por un patio interior que proporcionaba luz a las estancias contiguas, y emplazó una nueva escalera en la parte ampliada. El sótano perdió una habitación por el ensanchamiento de la calle, aunque ganó otra bajo la nueva terraza que se ubicó en la entrada principal. Los acabados interiores de la parte ampliada fueron más simples que los del proyecto gaudiniano, basados esencialmente en suelos de mosaico, paredes enyesadas y pintadas y techos de cielorrasos de yeso con molduras perimetrales. Los baños estaban alicatados con baldosas de origen andaluz con flores y una granada en el centro.
En 1927, el Ayuntamiento de Barcelona concedió a la Casa Vicens el Premio al Mejor Edificio, en virtud de la reforma y ampliación efectuada por Joan Baptista Serra, aunque, de forma secundaria, se reconocía la obra de Gaudí. El premio, de 1000 pesetas, fue concedido el 5 de marzo de 1929. Gaudí había ganado este premio en 1900 por la casa Calvet, una de sus obras más conservadoras.

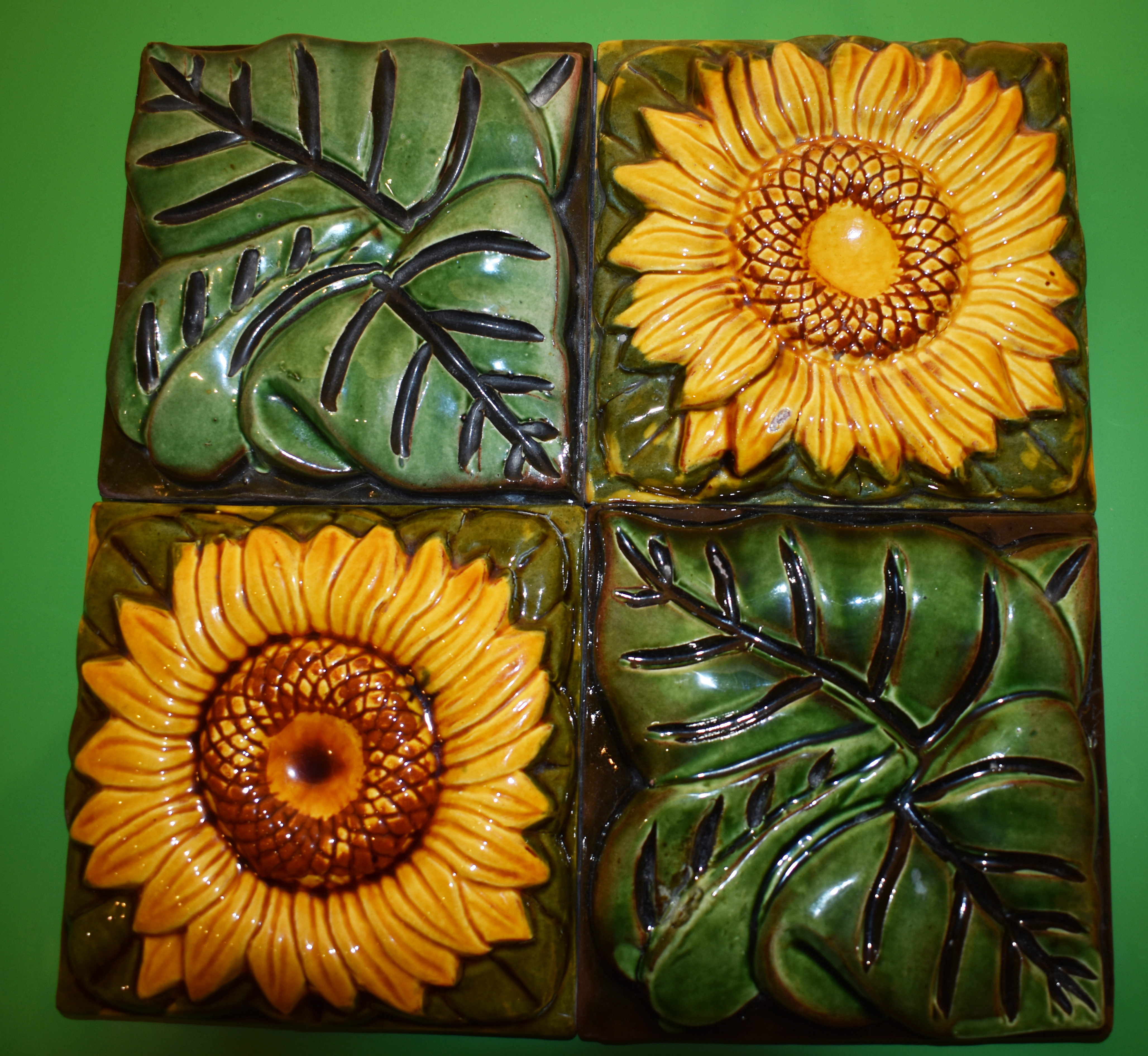
Azulejo con hojas y flores de girasol

El edificio sufrió una nueva ampliación en 1935, cuando se encargó al arquitecto Francisco Víctor Ortenbach Bertrán la adición de un nuevo cuerpo en la planta baja, por el lado de la fachada oeste.
En 1946 se vendió una parte del jardín para la construcción de viviendas, que incluía la cascada, que fue derribada, así como el antiguo mirador. La porción de jardín que incluía la capilla de Santa Rita quedó separada del resto.
En 1962 falleció la viuda del doctor Jover, Ángela González Sánchez, dejando como herederos a sus hijos Antonio, Gaspar, María de la Paloma y Fabiola. Tras el reparto de sus bienes, correspondió la Casa Vicens a Fabiola, casada con el ginecólogo Antonio Herrero López (Zaragoza, 1914–Barcelona, 2004), que pasaba consulta en la misma Casa Vicens. Al año siguiente, se vendió otra parte del jardín para la construcción de viviendas y se derribó la capilla de Santa Rita. Se desmontó la mayor parte de la verja de palmito, algunas de cuyas porciones fueron luego colocadas en diversos puntos del parque Güell. La finca quedó entonces con su tamaño actual y se encargó al arquitecto Antonio Pineda Gualba la reforma del sótano y la planta baja, efectuada en 1964. Se abrió entonces una entrada al sótano desde el nivel de calle, bajo la escalera de la puerta principal.
La casa fue restaurada en 1997 con un proyecto de Ignacio Herrero, miembro de la familia propietaria, arquitecto de profesión. La intervención se realizó preferentemente en las fachadas y la cubierta.
En 2001, a la muerte de Fabiola, la herencia pasó a sus hijos Antonio, Ignacio, Carlos María y Javier Herrero Jover.

### Reconocimientos
La Casa Vicens fue declarada Monumento histórico-artístico en virtud del decreto 1794/1969 de 24 de julio de 1969 (Boletín Oficial del Estado de 20 de agosto de 1969). Junto a ella fueron declaradas otras edificaciones de Gaudí: el Templo Expiatorio de la Sagrada Familia, el Parque Güell, el Palacio Güell, la Casa Milà, la Casa Batlló, el Portal Miralles, la Casa Calvet, la Casa Figueras (Bellesguard), los Pabellones Güell y el Colegio de las Teresianas en Barcelona; la cripta de la Colonia Güell en Santa Coloma de Cervelló; la Cooperativa Obrera Mataronense en Mataró; la Casa Botines en León; el Palacio Episcopal de Astorga; El Capricho de Comillas; y los elementos litúrgicos instalados en la capilla mayor de la Catedral de Palma de Mallorca. En el decreto se señala que «la obra de Gaudí es de excepcional interés dentro de la arquitectura contemporánea. Se unifican en ella la mecánica, la construcción y la estética para llegar a un alto grado de sinceridad. El sello peculiar que destaca en toda su obra presenta a Gaudí como un innovador de recia personalidad; lo que no impide que muchas de sus originales soluciones se apoyen en la tradición arquitectónica, concretamente en el gótico característico de la región catalana. La figura de Gaudí, valorizada extraordinariamente en todo el mundo, ha hecho que su obra constituya el exponente más interesante y perdurable de notables movimientos artísticos de nuestra época». Asimismo, define la Casa Vicens como «uno de los primeros hitos del modernismo de inspiración oriental, con la novedad de las fachadas polícromas con materiales al natural en variadas texturas combinadas con cerámica vidriada».
En 1993 fue declarada Bien Cultural de Interés Nacional (BCIN), según lo dispuesto en la Ley 9/1993 de 30 de septiembre del Patrimonio Cultural Catalán.
En julio de 2005, la Casa Vicens fue declarada Patrimonio de la Humanidad por la Unesco. Junto a ella, fueron declaradas otras tres obras de Gaudí: la fachada del Nacimiento, la cripta y el ábside del Templo Expiatorio de la Sagrada Familia y la Casa Batlló en Barcelona, y la cripta de la Colonia Güell en Santa Coloma de Cervelló; con anterioridad, lo eran ya el Parque Güell, el Palacio Güell y la Casa Milà, desde 1984. En su declaración, la Unesco afirmó que «estas obras atestiguan la excepcional contribución de las creaciones de Gaudí a la evolución de la arquitectura y las técnicas de construcción a finales del siglo XIX y principios del xx. Son la expresión de un estilo ecléctico y sumamente personal al que su autor dio rienda suelta no solo en la arquitectura, sino también en la jardinería, la escultura y muchas otras artes decorativas».
Cuenta además con los siguientes reconocimientos: Premio Barcelona Sustainable Tourism a las Buenas Prácticas 2023 (categoría Sostenibilidad del Patrimonio cultural, natural y de las tradiciones), Premio CETT Alimara Through Experiences 2021 y Premio Best Landmark Spain 2020 en los Remarkable Venue Awards.

### Venta, restauración y apertura al público
En 2014, la familia Herrero Jover vendió la Casa Vicens al banco andorrano MoraBanc, que convirtió el inmueble en una casa-museo tras una remodelación. Abrió sus puertas al público el 16 de noviembre de 2017.
La rehabilitación fue realizada por los arquitectos Elías Torres y José Antonio Martínez Lapeña, junto con David García de la firma Daw Office S.L.P., entre 2015 y 2017. Entre otras actuaciones, se sustituyó la antigua escalera por otra más moderna y adaptada al nuevo uso de la casa como museo, y se instaló un ascensor. Se eliminaron los volúmenes añadidos en 1935 y 1964, que habían desvirtuado la obra original de Gaudí. Otra intervención fue ejecutada en la tribuna, donde se sustituyó el cerramiento acristalado por un sistema de contraventanas basculantes con celosías de formas geométricas y se recuperó el manantial de agua, como en el proyecto original de Gaudí.

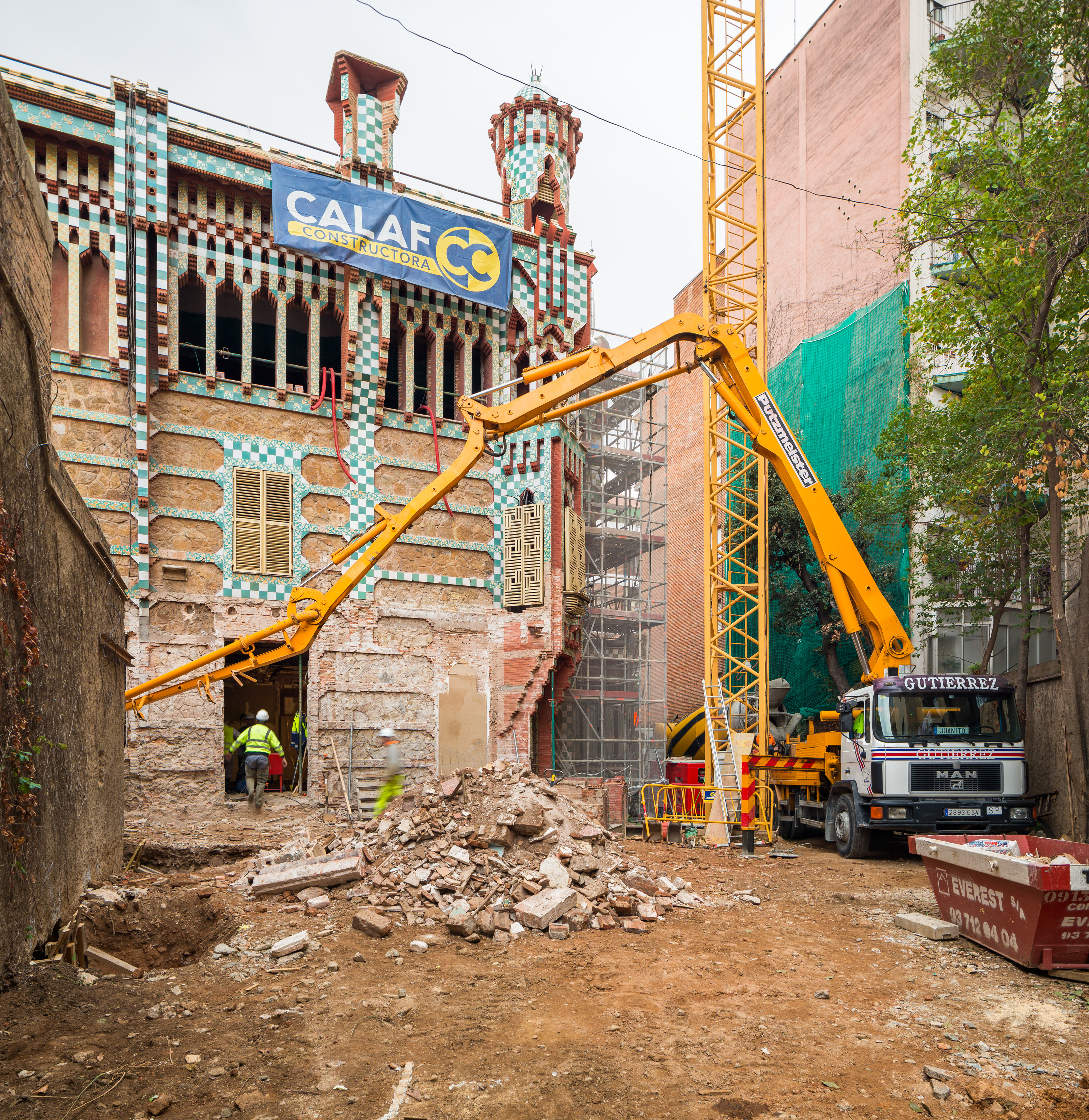
La Casa Vicens durante las obras de restauración

Al centrarse el recorrido en las estancias del proyecto original gaudiniano, la ampliación efectuada por Serra en 1925 fue reconvertida en un espacio de recepción al visitante en la planta baja, así como un espacio destinado a exposiciones fijas y temporales en la primera y segunda plantas. En el espacio expositivo de la segunda planta se conserva una chimenea elaborada por Gaudí para la casa de Manuel Vicens en Alella, así como planos del proyecto realizados por Gaudí y una maqueta a escala 1:33 de la finca. La exposición se complementa con unos audiovisuales del proyecto gaudiniano. En el sótano se ubicó una tienda-librería y, en un espacio del jardín, una cafetería.
Durante el proceso de rehabilitación se restauraron las pinturas de Torrescassana, un proceso realizado por la empresa Policromia en colaboración con el Centro de Restauración de Bienes Muebles de la Generalidad de Cataluña. El trabajo consistió en una limpieza de los lienzos, retoques en la capa pictórica y la consolidación de los soportes. También se restauraron algunas baldosas cerámicas que estaban deterioradas, una obra llevada a término por Manel Diestre, del taller de cerámica Sot, con la misma técnica de trepa de las originales. Asimismo, se restauraron las lámparas de la casa, un proyecto dirigido por los arquitectos responsables de la restauración en colaboración con diversos especialistas en diversas técnicas como la madera, la cerámica, el metal, la pintura mural, la tela y la piedra.
El proyecto de restauración fue finalista del premio FAD de Arquitectura en 2018, así como en la XI Bienal Iberoamericana de Arquitectura y Urbanismo en 2019. Ganó el premio Rehabilitación en la Primera Edición Premios Lledó Arquitectura Ibérica en 2018 y fue premiado en la XIV Bienal Española de Arquitectura y Urbanismo 2016-2017 en 2018. Según el jurado de FAD, «los arquitectos han planteado una rehabilitación integral y muy cuidada de esta primera obra de Gaudí».
Tras el hallazgo de unos planos originales elaborados por Gaudí, en 2019 se hizo una reconstrucción de la cascada diseñada por el arquitecto para el jardín, que fue colocada en el Museo Agbar de las Aguas en Cornellá de Llobregat.
En 2021 la Casa Vicens firmó un acuerdo de patrocinio con el Club Esportiu Europa, un equipo de fútbol vinculado al barrio de Gracia que compite en la cuarta categoría del fútbol español. Durante la temporada 2021-2022 patrocinó el primer equipo masculino, entre 2022-2023 el primer equipo femenino y, entre 2023-2024, toda la escuela de fútbol.

## Descripción

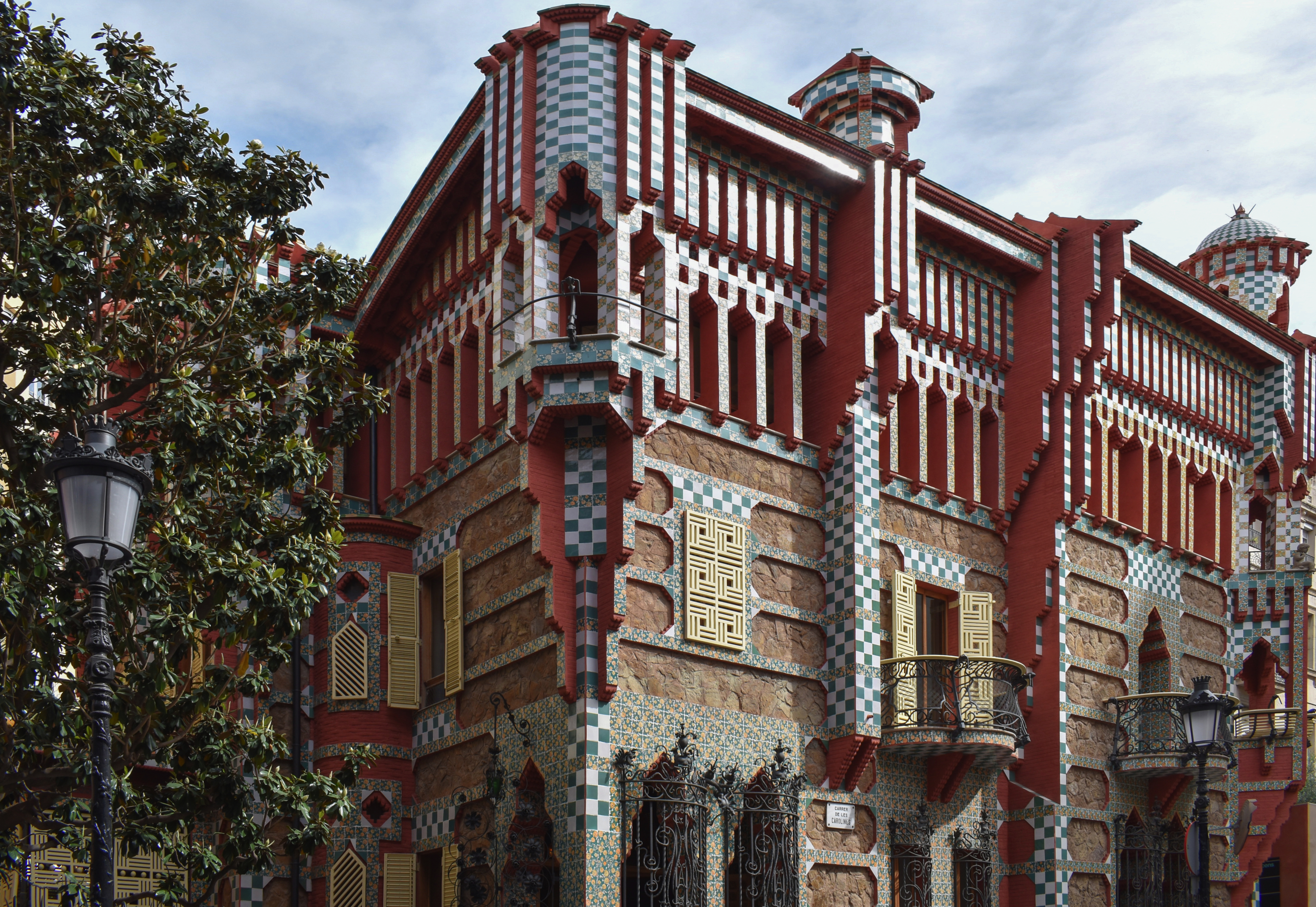
Vista desde la calle de las Carolinas

La parcela actual tiene una superficie de 711 m² y la superficie construida es de 1239 m². Está estructurada en cuatro niveles o plantas: un subterráneo para ser utilizado como bodega y almacén; dos plantas con destino a vivienda, la primera con cocina, comedor y diversas salas, y la segunda para los dormitorios; y unas buhardillas para uso del servicio. Gaudí empleó la técnica tradicional catalana de construcción de muros de carga y cerramiento con bovedillas y viguetas de madera, lejos todavía de las que serían sus futuras soluciones constructivas basadas en la geometría reglada, si bien en la cascada del jardín empleó ya el arco parabólico, una de sus señas de identidad en el futuro. En los muros, combinó la mampostería careada, el ladrillo visto y el azulejo cerámico.
El arquitecto concibió un conjunto plenamente estival, integrado en el jardín circundante. La estructura se fundamenta en la línea recta, contrariamente a la preferencia por la curva que tendría en el futuro, pero le otorga dinamismo a través de los volúmenes entrantes y salientes. A su vez, el edificio transmite una sensación de continuidad espacial entre interior y exterior, gracias a la tribuna de la planta noble y la galería del segundo piso, así como los diversos balcones y terrazas y el conjunto de cerramientos de celosía que aplicó en las aberturas. Todo ello proporciona al edificio una sensación diáfana y liviana, casi de construcción efímera, que supuso el primer manifiesto arquitectónico de su carrera.

### Exterior

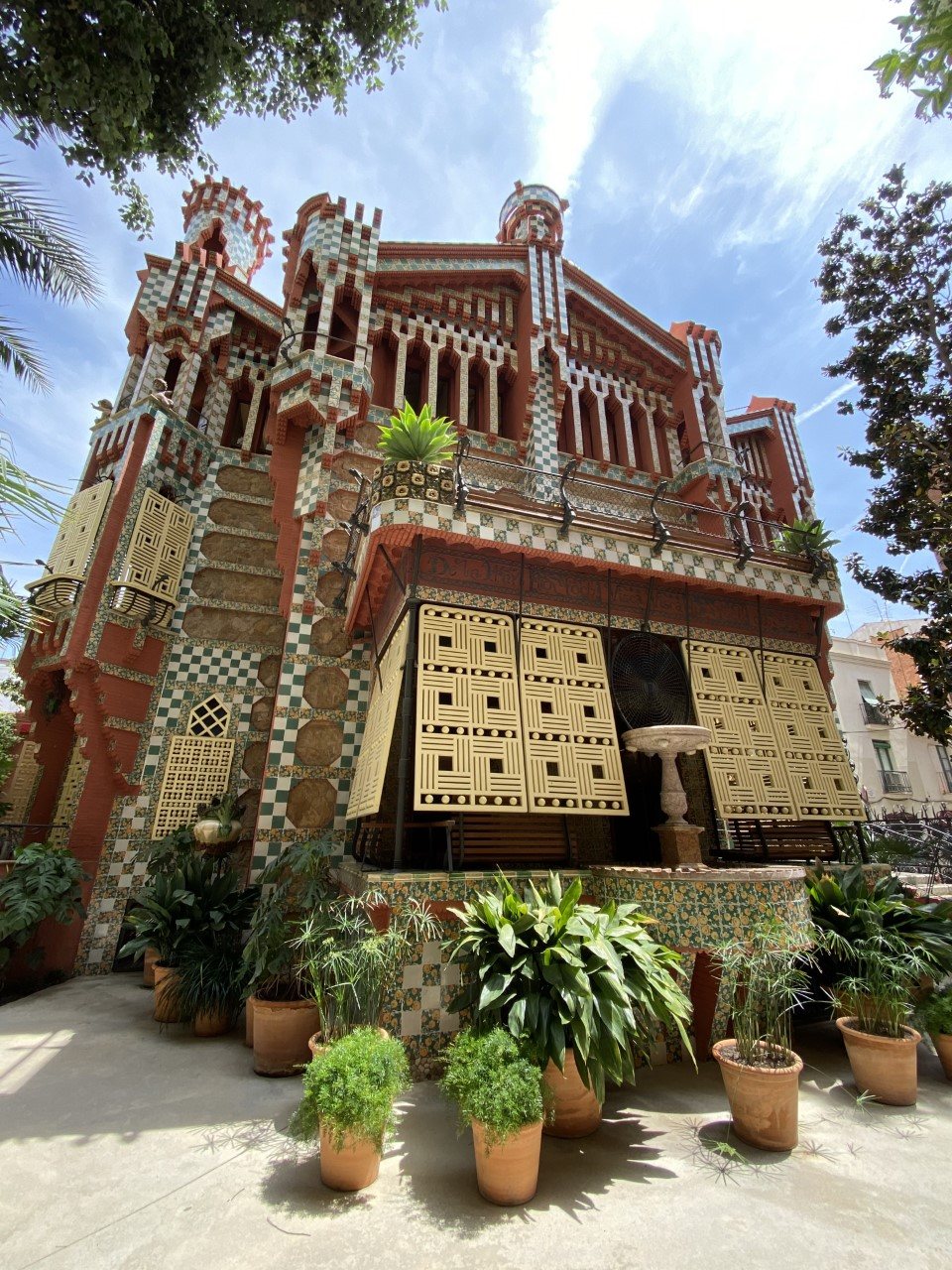
Fachada del jardín

La estructura de la casa se basa en la línea recta, con las cargas distribuidas en muros paralelos. Esta simplicidad se ve atenuada por la riqueza decorativa, en la que Gaudí desplegó toda su desbordante imaginación. Los muros de la casa son de mampostería alternada con filas de azulejos, que reproducen unas flores amarillas que Gaudí había encontrado en el solar de la casa antes de la construcción, llamadas clavelones de la India o claveles de moro. Los azulejos tienen una medida modular de 15 cm.
Los muros destacan por sus volúmenes prominentes, una característica de la arquitectura islámica. Los sillares de mampostería alternan con los azulejos, tanto los de motivos vegetales como otros en colores verde y blanco en forma de damero. Las distintas superficies y los efectos geométricos provocan claroscuros, lo que acentúa la diversidad cromática del exterior. En el segundo piso tanto de la fachada de la calle como del jardín cuenta con una galería continua de arcos mitrados que circunda la parte superior, cerrada con celosías de madera de estilo oriental. Las esquinas cuentan con unas tribunas situadas a 45 grados, con unos balcones apoyados en ménsulas de ladrillos en sucesivos voladizos. En los antepechos de los balcones hay unas figuras de amorcillos de terracota, obra de Antoni Riba. Los voladizos de las ventanas tienen en su parte inferior unos bordes formados por goterones en forma piramidal redondeada, de 4 × 4 × 4 cm, que alternan con casetones en forma de conchas y motivos vegetales.
La fachada de la calle de las Carolinas, orientada al sureste, era en su día la entrada a la casa, que fue desplazada en la reforma de 1925 debido al ensanchamiento de la calle y la pérdida del espacio de jardín que había antes entre esta fachada y la verja de entrada, que era de tres metros. Donde se ubicaba la puerta se colocaron dos ventanas, cubiertas con rejas de forja. La mitad derecha de esta fachada, que sobresale hacia la calle respecto a la izquierda, corresponde a la ampliación de Serra. La fachada original tenía 7,5 m de longitud, mientras que con la ampliación se ganaron siete más. El primer piso cuenta con dos balcones de formas redondeadas, que contrastan con las formas rectas de la fachada. En la azotea, en la parte central de la fachada original, se encuentra una chimenea, mientras que la esquina derecha —correspondiente a la ampliación— está rematada con un templete.

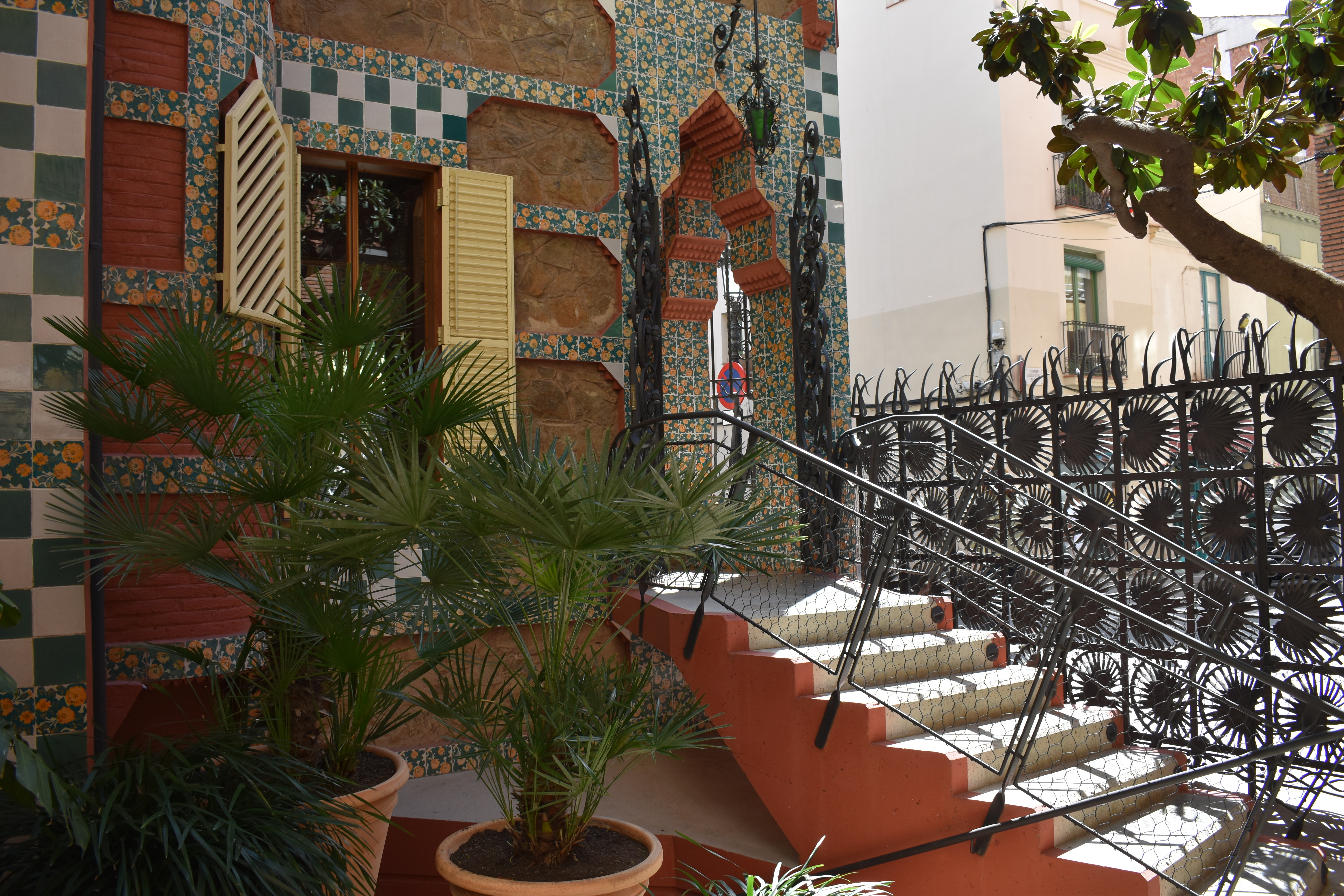
Entrada principal

La fachada del jardín, encarada al suroeste, era la principal en el proyecto gaudiniano. Se estructura en tres niveles distintos, uno por cada planta: en el primero, destaca en su parte central la zona externa de la tribuna, que enlaza con el comedor de la planta noble, flanqueada a la derecha por la entrada a la casa —una ventana en el proyecto original— y, a la izquierda, por la puerta de acceso al fumadero; en el primer piso, más sobrio, se encuentra un balcón que da a los dormitorios; el segundo, correspondiente al desván, destaca por su revestimiento de azulejos y está rematado en su parte central por una chimenea, mientras que sobre la esquina izquierda se alza un templete con cúpula. Dicho templete marca la altura máxima de la casa, de 17 m.
Por su parte exterior, la tribuna presenta una altura de 5,5 m, incluyendo la terraza superior. En su parte central, el surtidor de agua se asienta sobre un cuerpo adosado de base semicircular, revestido con los azulejos de clavelones. Las celosías que cierran las oberturas de la tribuna, elaboradas en madera, tienen unas medidas de 2 × 2 m. De inspiración oriental, recuerdan a un tipo de contraventanas japonesas llamadas shitomido. Gaudí pudo conocer este sistema en una muestra de arquitectura japonesa celebrada en Barcelona en 1881. La terraza que se asienta sobre la tribuna presenta unos bancos de madera con barandillas metálicas y unas jardineras en las esquinas, decoradas con azulejos que alternan flores y hojas de girasol, similares a los utilizados en El Capricho de Comillas.

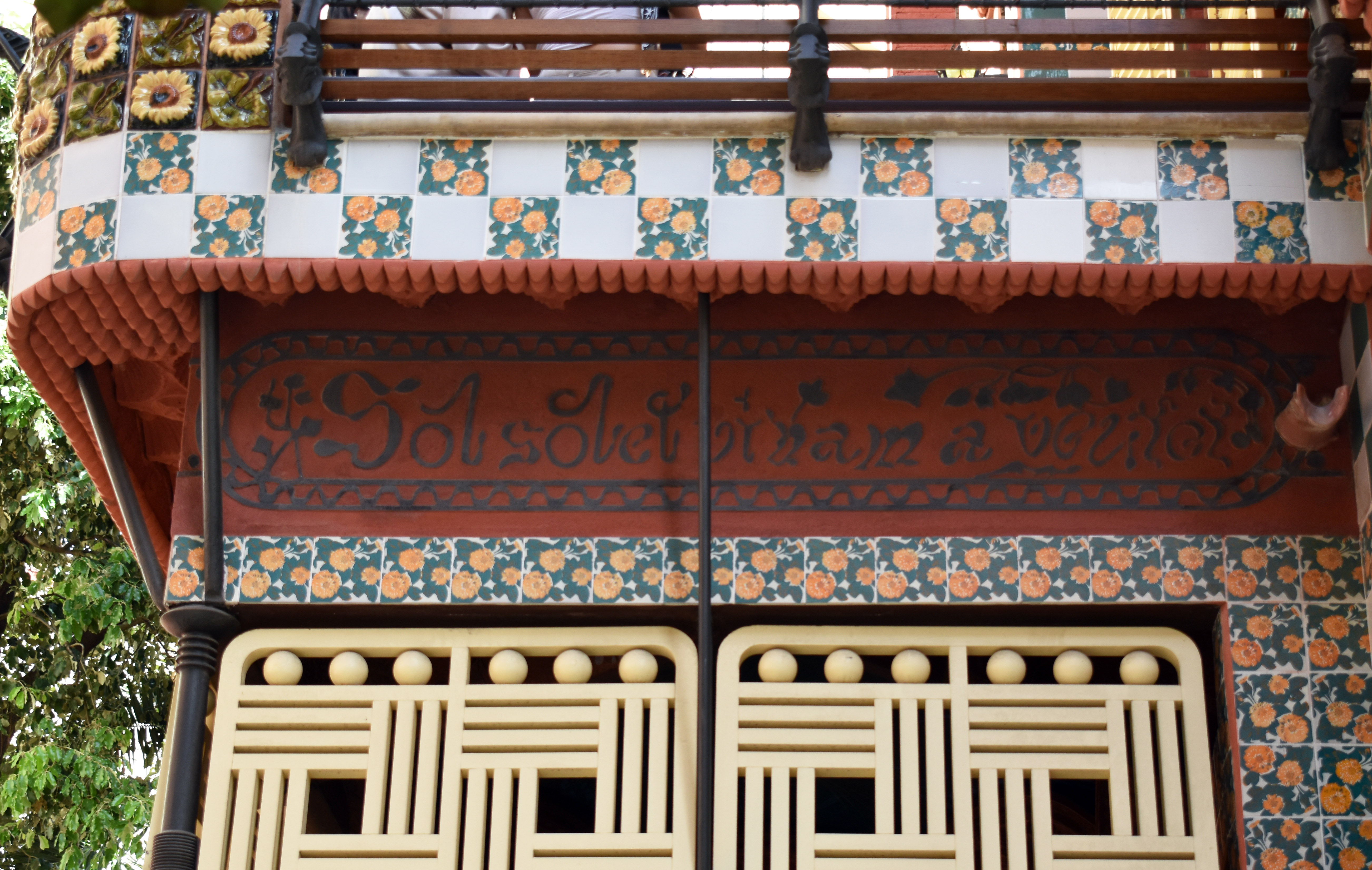
Inscripción de la tribuna: sol, solet, vinam a veure

En el friso de la tribuna figuran diversas frases de cuentos populares catalanes: sol, solet, vinam a veure («sol, solecito, ven a verme») en la vertiente sureste; oh, la sombra de l'istiu («oh, sombra de verano») en la noroeste; de la llart lo foch, visca lo foch de l'amor («del hogar el fuego, viva el fuego del amor») en la pared suroeste.
La puerta principal de la casa, junto a la tribuna, es fruto de la reforma de 1925, ya que antes se hallaba en la fachada de la calle. Elevada sobre el suelo, se accede a través de unos escalones con barandilla metálica. La puerta tiene dos batientes a los lados realizados en forja de hierro con motivos florales. El vano de la puerta tiene forma de arco mitral rectilíneo, decorado en el interior con goterones. En la reforma de 1925 se situó frente a esta puerta una terraza, que fue eliminada en la restauración de 2017. Sobre la puerta hay una lámpara de forja con motivos vegetales.

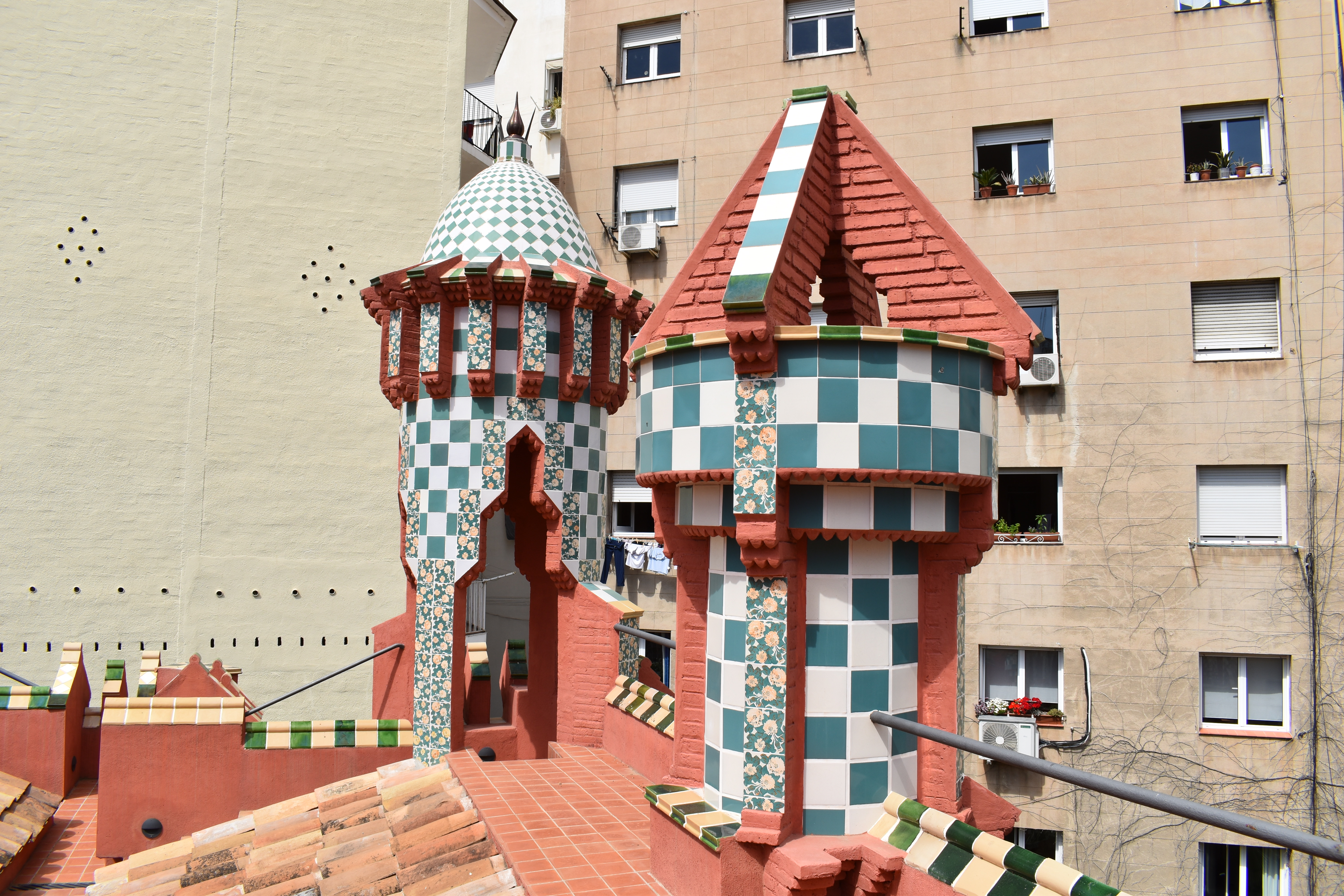
Chimenea y templete de la azotea

La entrada que da acceso al fumadero se realiza a través de cuatro escalones decorados con los azulejos de clavelones, con dos barandillas de formas espirales con unas flores de tallos alargados. La puerta es de madera, elaborada con formas geométricas de inspiración oriental. La ventana contigua tiene igualmente un postigo de madera con unas piezas redondeadas dispuestas alternativamente en posición horizontal y vertical. Sobre la puerta hay una lámpara igual a la del acceso principal.
Las otras dos fachadas repiten el mismo diseño del resto. En la noroeste, como en la que da a la calle, la mitad de la fachada —en este caso la izquierda— corresponde a la ampliación de Serra. Por su parte, la fachada noreste es debida enteramente a la mano de Serra, ya que en el proyecto gaudiniano este lado de la casa tocaba con la pared medianera del convento vecino.
La azotea tiene una superficie de 150 m², de los cuales 85 m² corresponden a la casa original diseñada por Gaudí y el resto a la ampliación de Serra. Ambos proyectos se diferencian también en la cubierta: la azotea original presenta cuatro planos inclinados construidos sobre las vigas de madera del techo del desván, cubiertos por hileras de tejas árabes, con un paso de ronda de baldosas de cerámica cocida que permite acceder al templete de la esquina y a las chimeneas; la zona construida por Serra presenta una terraza plana, con unos escalones que conducen al otro templete del ángulo opuesto. Estos templetes —el de Serra es copia exacta del original gaudiniano— están revestidos de azulejos, combinando los de clavelones con los ajedrezados verdes y blancos, con una cúpula rematada por una llama de bronce. Las chimeneas son de ladrillo cubierto igualmente de azulejos. En el acceso a este espacio se encuentra la antigua reja de entrada de la calle de las Carolinas, cuando el acceso principal se realizaba por el lado sureste, extraída en la reforma de 1925. Presenta unos motivos florales de tallos circulares.
En el acceso de la calle se encuentra la verja decorada con las hojas de palmito y flores de clavel diseñada por Matamala y elaborada por Oñós. Tiene una altura de 2,3 m. La verja está coronada por dos lámparas instaladas en la reforma de 1925, atribuidas al taller de Bonaventura Batlle.
El conjunto actual cuenta con un jardín, de dimensiones mucho más reducidas que el original, pero que pretende recrear en la medida de lo posible el espacio ajardinado concebido por Gaudí. Entre las plantas que se encuentran destacan las palmeras (Phoenix, Trachycarpus), magnolias, rosas y plantas trepadoras. En el jardín se encuentra igualmente una hornacina a imitación de la del antiguo templete que contenía la imagen de santa Rita, reconstruida por los arquitectos de la rehabilitación del conjunto, aunque ya sin la efigie de la santa.

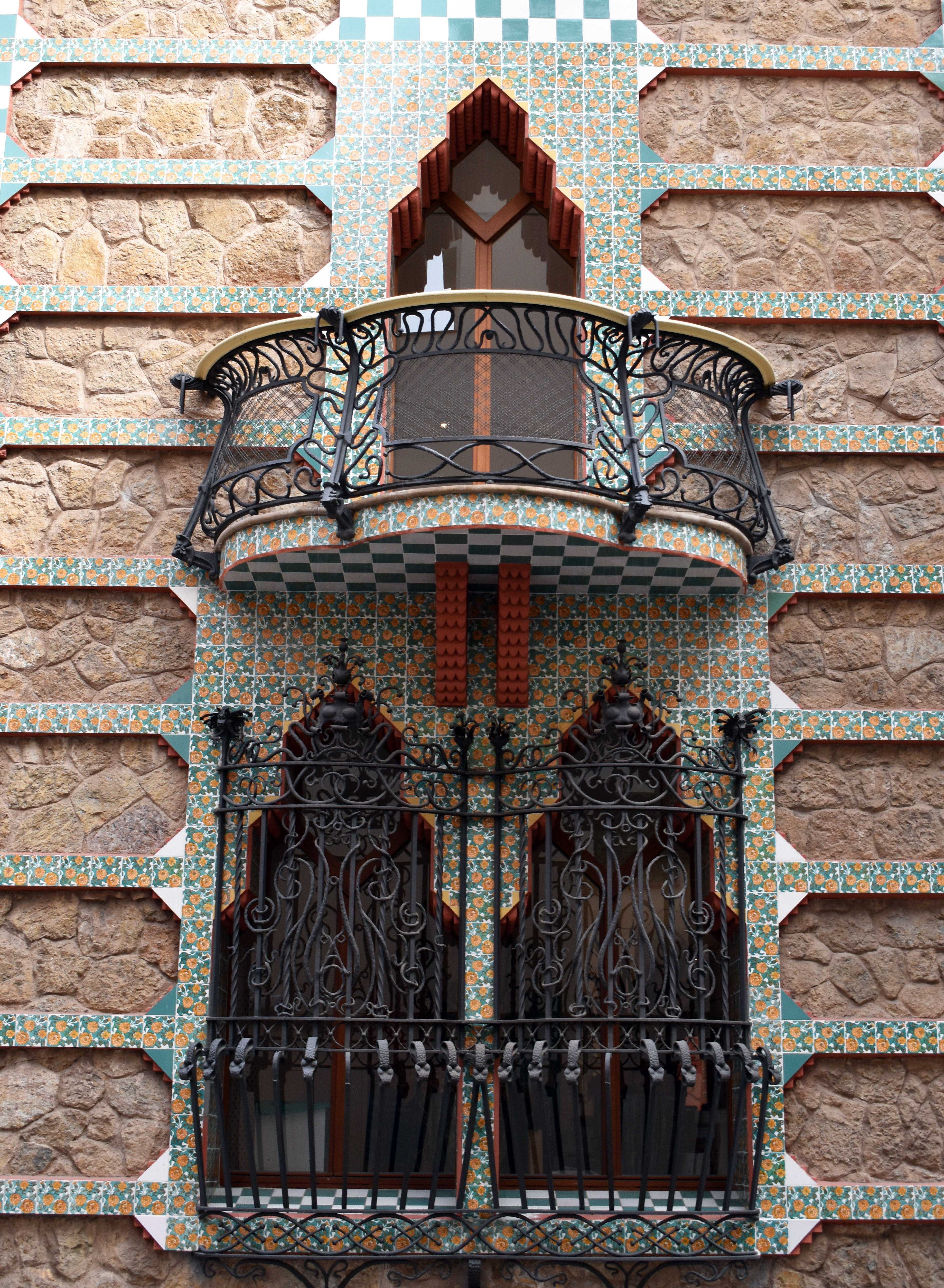
Ventanas con reja de forja y balcón superior
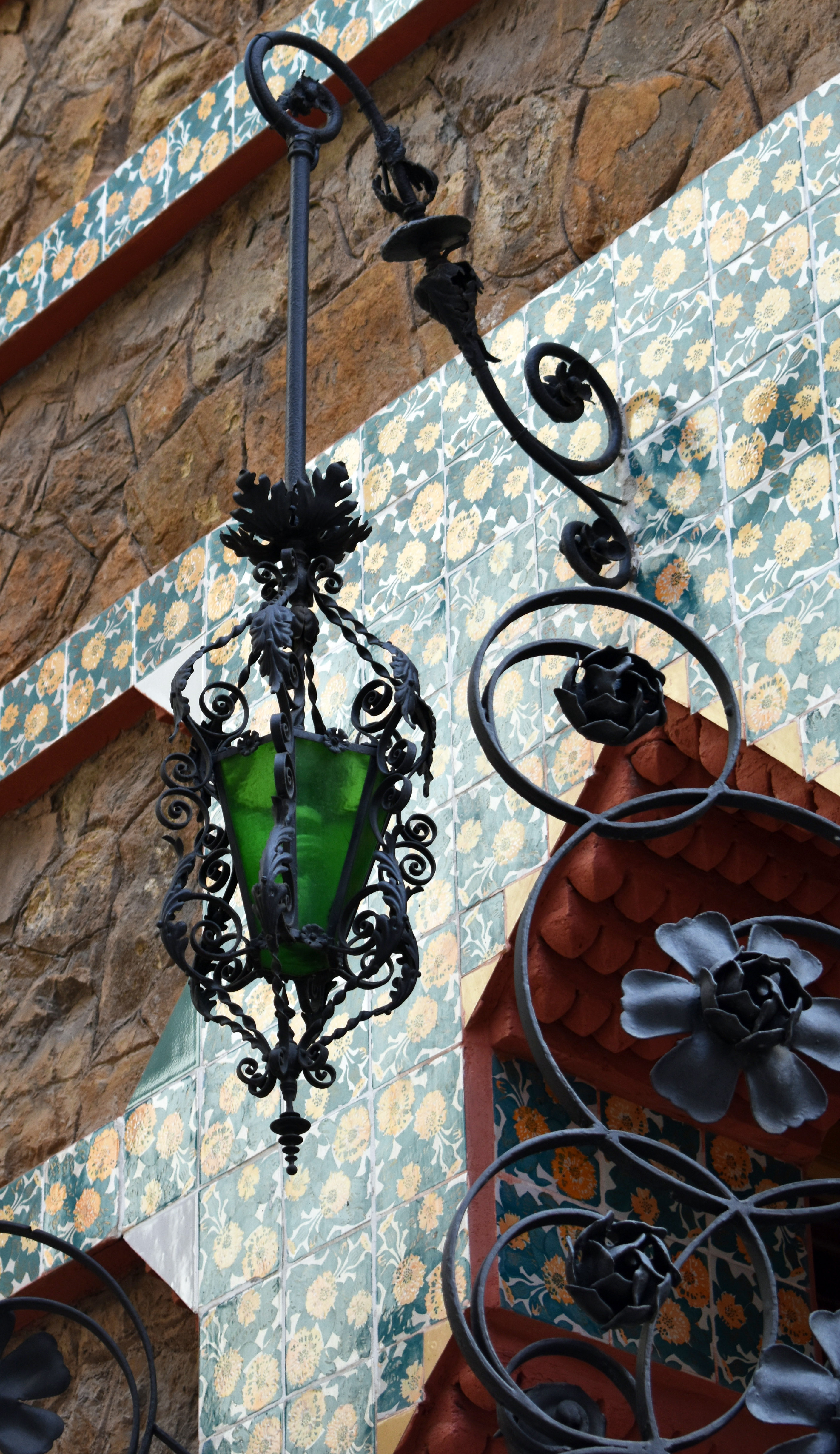
Lámpara de la puerta de entrada
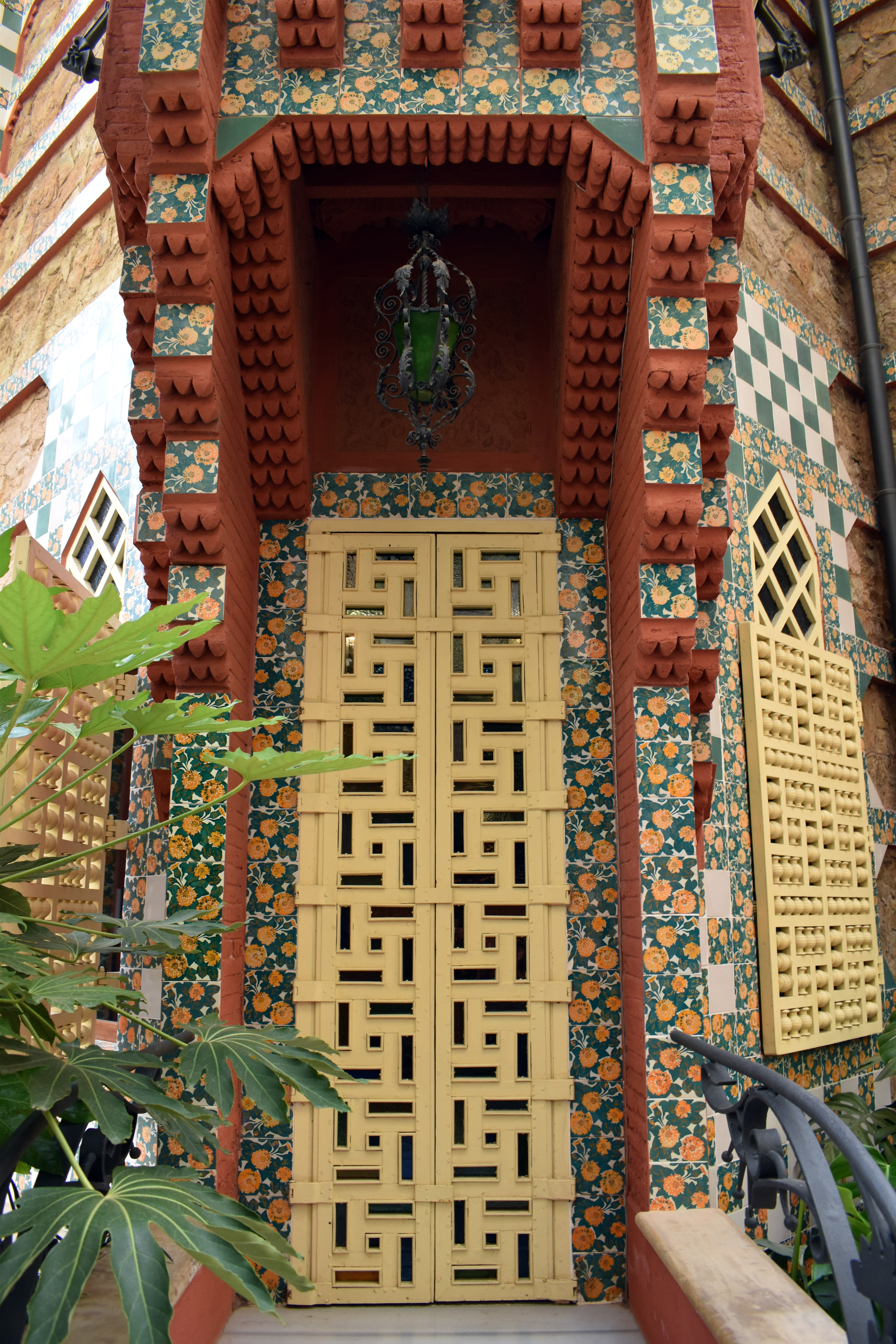
Puerta del fumadero
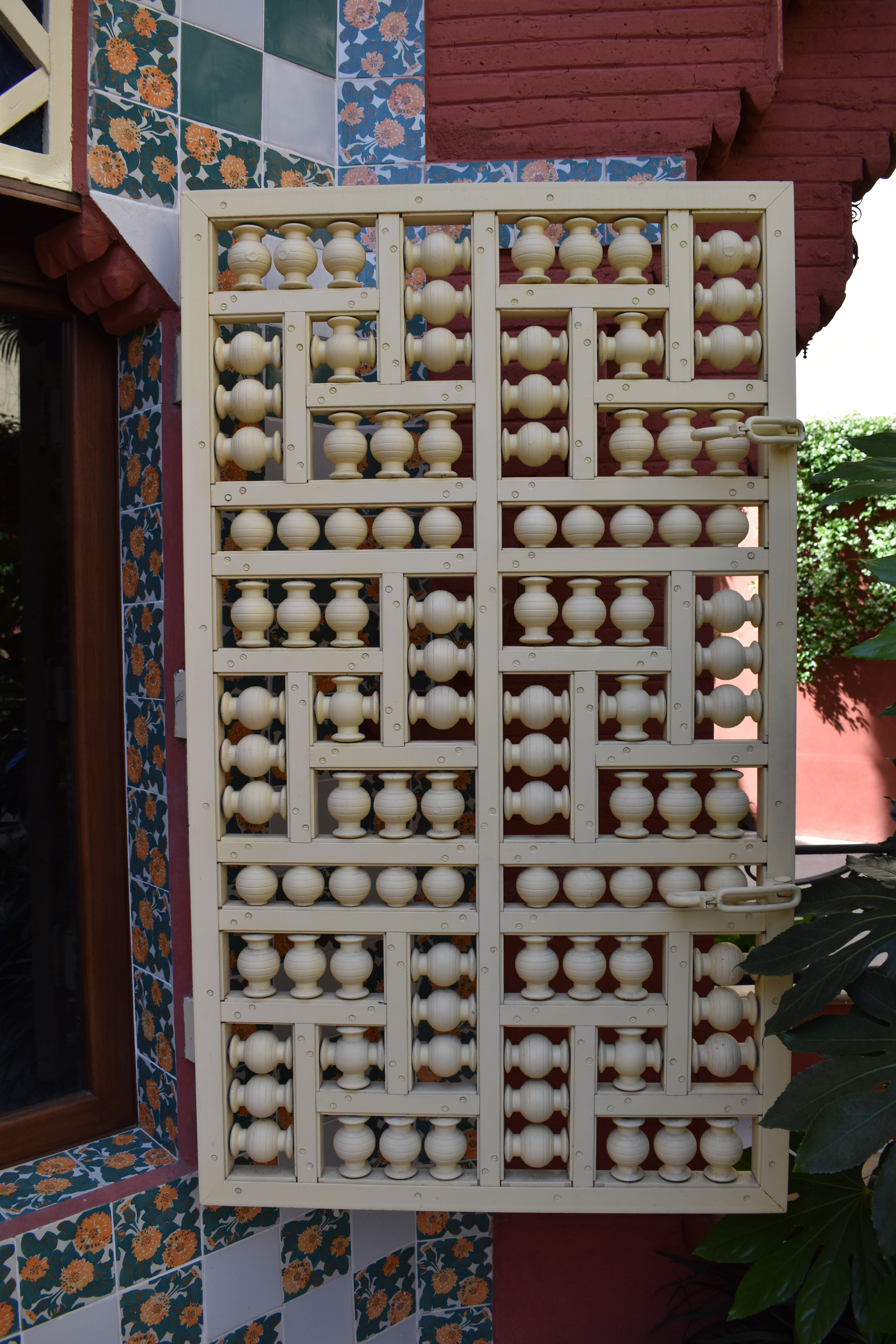
Ventana del fumadero
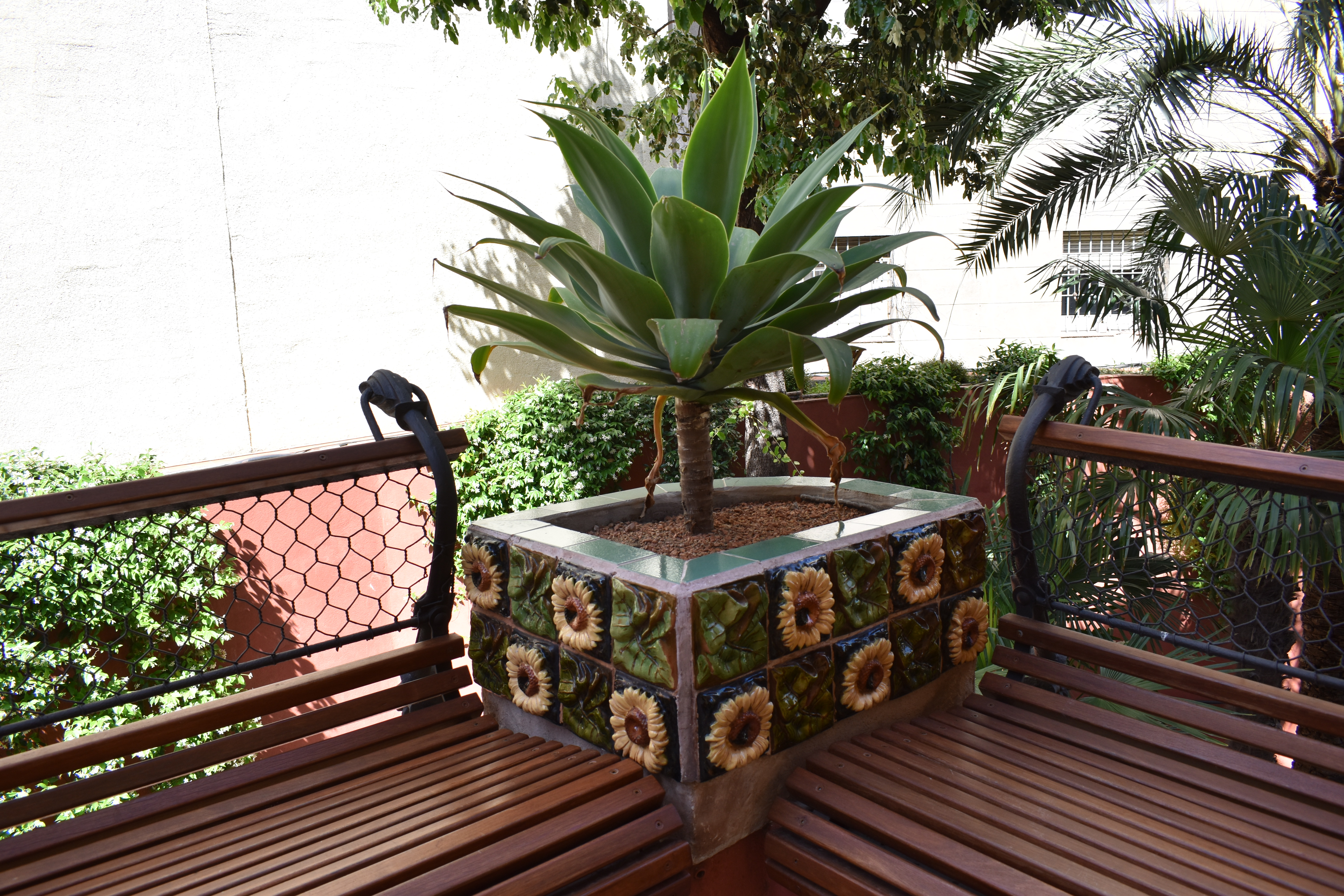
Jardinera con azulejos de flores y hojas de girasol
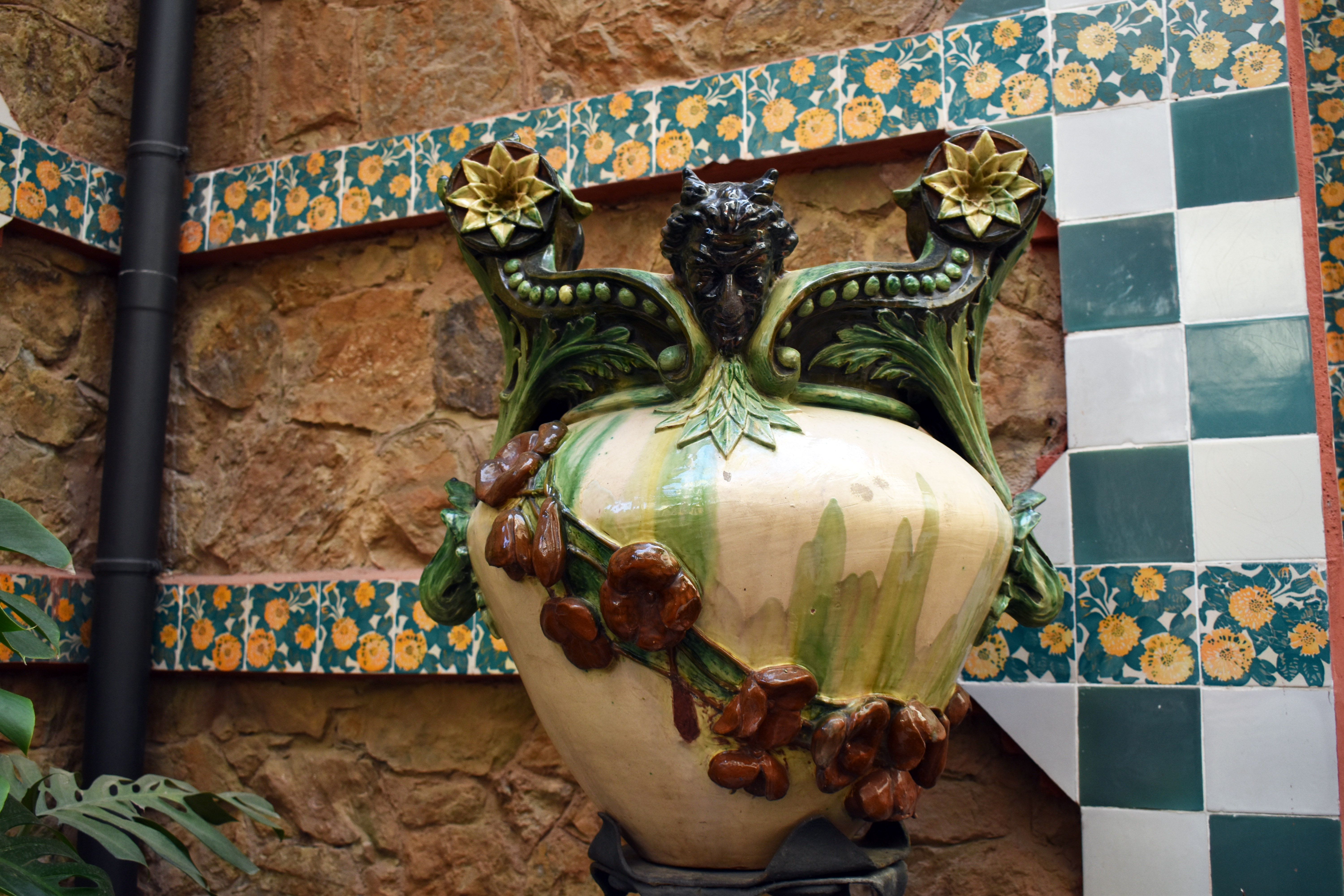
Jarrón cerámico

### Interior

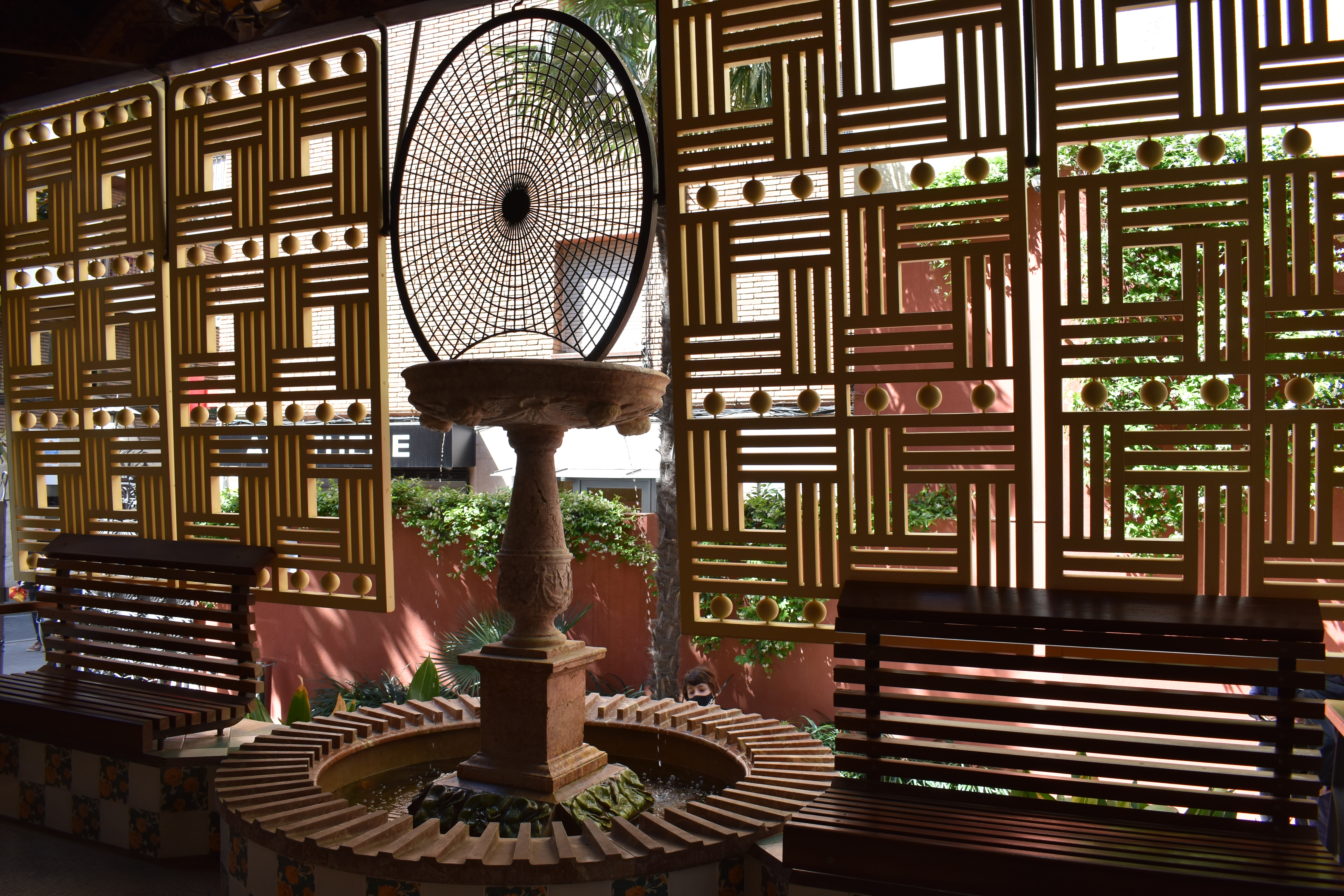
La tribuna desde el interior

El interior de la casa está formado por muros de mampostería, con bóvedas tabicadas en el sótano y entablados de vigas de madera en los demás pisos. Gaudí distribuyó las diversas estancias con pequeños vestíbulos hexagonales de separación, de tal forma que podían aislarse con solo cerrar las puertas. El arquitecto concibió una estructura funcional, destinando cada una de las plantas a un fin específico: el sótano para bodega y almacén; la planta noble para usos públicos de la familia, incluyendo el comedor, la tribuna, el fumadero, la cocina y el lavadero; la primera planta para los dormitorios, los baños y la biblioteca; y el desván para alojamiento del servicio. Gaudí diseñó todo el mobiliario de la casa, incluidas las puertas correderas y las cerraduras de latón fundido de los armarios.
El acceso a la vivienda se efectúa por la planta noble (162 m²), que contiene un recibidor, el comedor, la tribuna y un fumadero, como principales estancias. La puerta de entrada da acceso a un porche, a través del cual se accede al recibidor. La puerta es de madera, decorada con una cuadrícula en la que se insertan unas molduras de forma circular. El recibidor tiene un techo de vigas de madera con molduras policromadas, así como esgrafiados en las paredes con motivos vegetales. Del techo cuelga una lámpara de hierro forjado y vidrio, de estilo islámico, posterior a la obra de Gaudí.

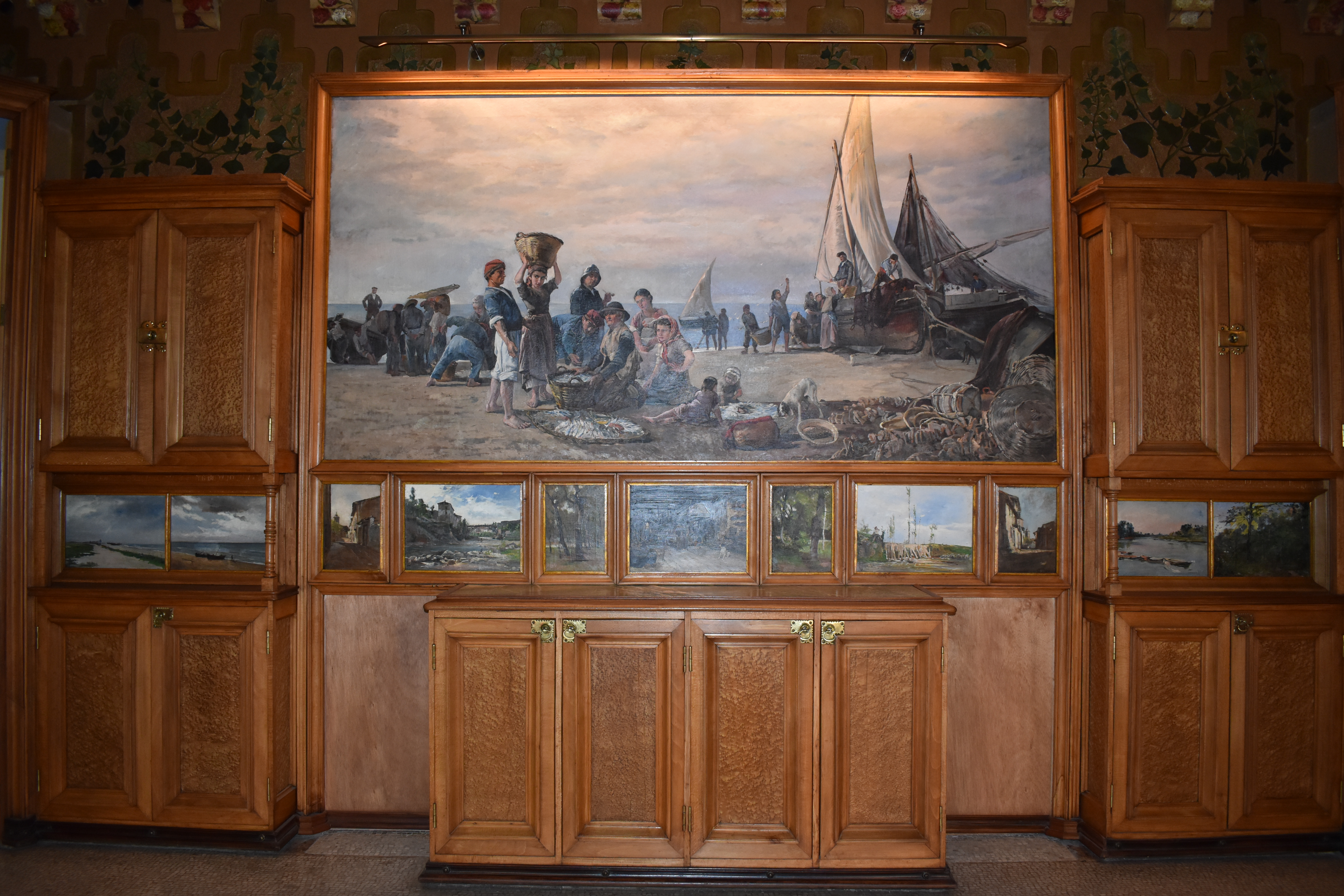
Comedor

El comedor (32 m²) está decorado con hiedras trepadoras realizadas en estuco sobre fondo dorado en los espacios libres de carpintería y alicatado, en alternancia con un cartón piedra de motivos frutales y hojas de madroño entre las vigas del techo. El suelo es de mosaico romano de opus tessellatum. En la pared que da a la tribuna se encuentra un hogar de chimenea, rodeado de cerámica vidriada en relieve. Las bóvedas están decoradas con motivos de cerezo y conchas, elaborados en yeso policromado. Asimismo, en las jambas de separación entre el comedor y la tribuna se hallan pinturas de motivos naturales (flora y fauna) realizadas por Francesc Torrescassana, como gorriones, colibrís, garzas, grullas y flamencos. Todas las aves se muestran en vuelo, excepto los flamencos de la parte inferior, mientras que las hojas se mecen al viento. En total, hay veinticuatro figuras de aves. Los armarios del comedor, diseñados por Gaudí, forman un conjunto con los marcos que albergan las pinturas de Torrescassana. El arquitecto diseñó igualmente los cerrojos, todos distintos, con lo que demostró su conocimiento en los diversos oficios artísticos. En las dos puertas de entrada al comedor figuran en su parte superior dos figuras de terracota de estilo orientalista, obra de Antoni Riba, una masculina y otra femenina, probablemente una odalisca.

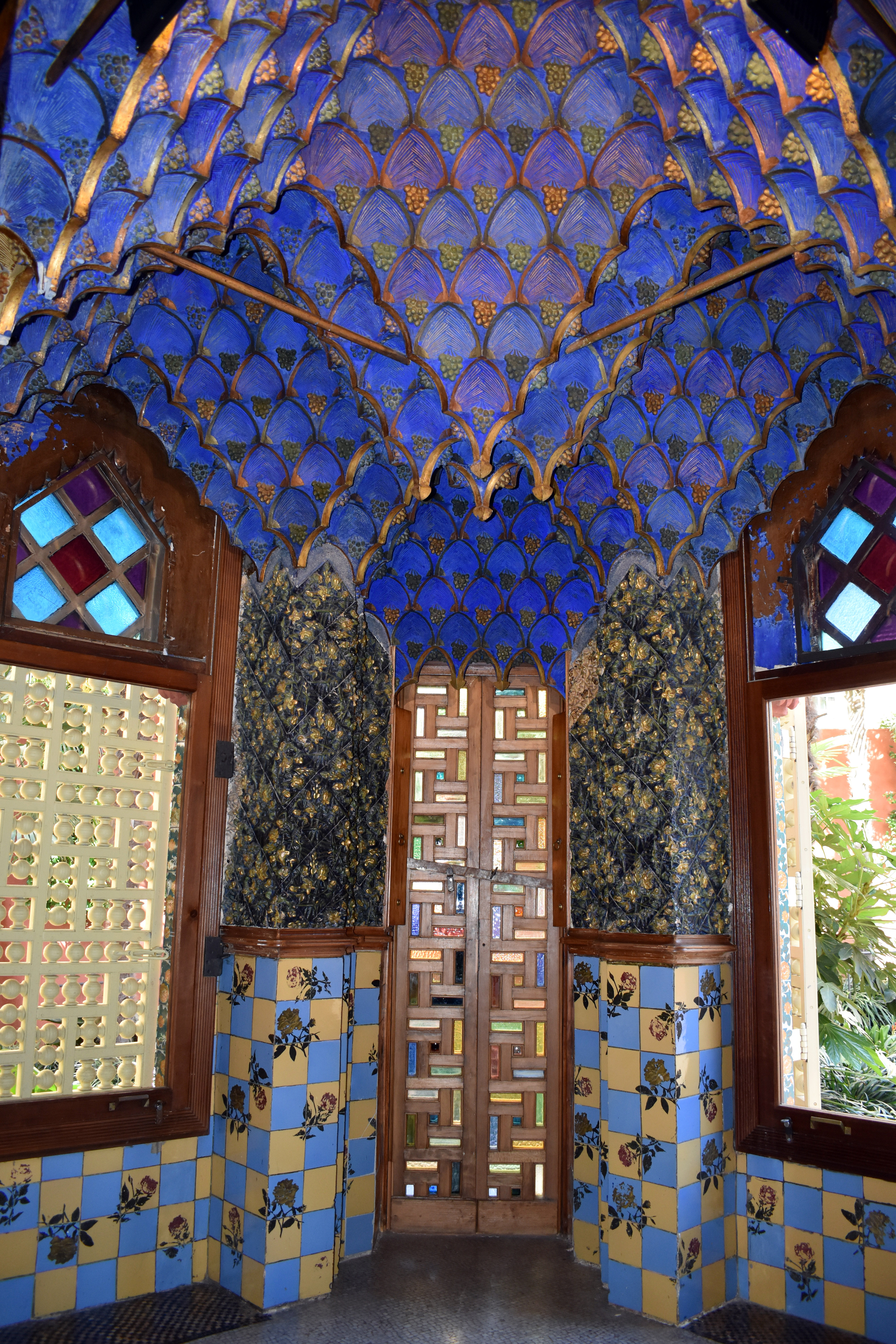
Fumadero

El comedor da acceso a la tribuna (13 m²), abierta al exterior gracias a un sistema de celosías de inspiración oriental. En su parte central, alberga una fuente surtidor formada por una pila bautismal de estilo plateresco, de forma circular, que alberga un podio de forma cuadrada con azulejos de hojas de girasol, sobre el que se alza una columna de mármol rematada en una taza circular, que en su parte inferior tiene unas cabezas de querubines que evacuan el agua; sobre esta se encuentra una malla metálica de forma elíptica que semeja una tela de araña. A ambos lados de esta fuente se encuentran unos bancos de madera. La estancia está decorada con azulejos de clavelones, mientras que el techo está decorado con esgrafiados con motivos de granadas y hortensias y unas pinturas al temple en trampantojo que representan un cielo visto a través de hojas de palmito. La separación entre ambas estancias se efectuaba antiguamente con unas puertas correderas realizadas por Eudald Puntí.

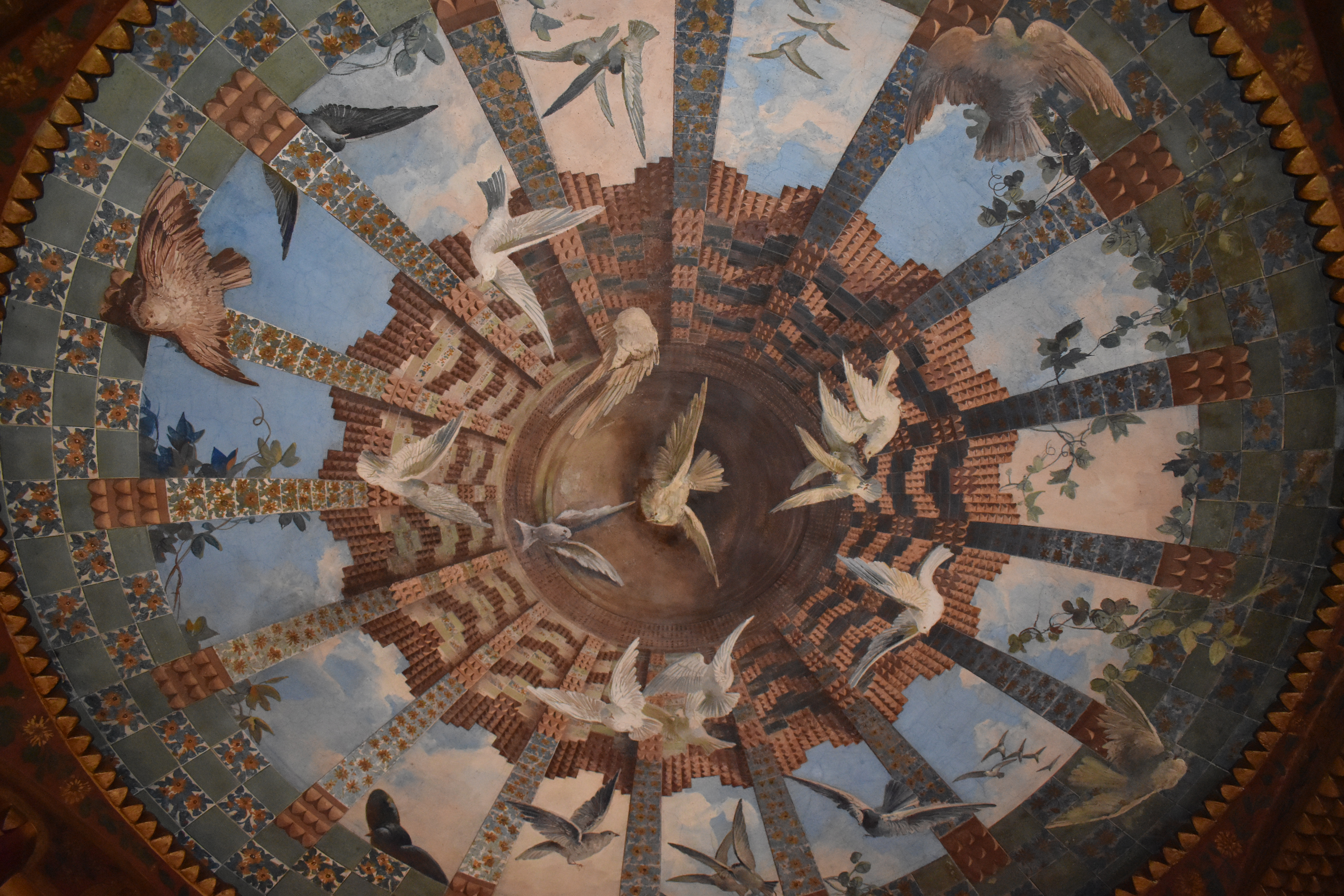
Cúpula de la sala de estar

Junto al comedor se encuentra el fumadero (10 m²), una de las estancias más especiales del conjunto, con una bóveda tabicada atirantada recubierta de un cielo raso de mocárabes de estilo islámico en forma de estalactitas realizado en yeso policromado, que reproduce hojas de palmera y racimos de dátiles. Las paredes están revestidas de baldosas de cartón-piedra en tonos dorados, azules y verdes, así como un arrimadero de colores azul y ocre, con rosas rojas y amarillas pintadas al óleo. Estas baldosas de cartón piedra eran fabricadas por Hermenegildo Miralles, uno de los clientes de Gaudí, para el que construyó el acceso a la finca Miralles. Esta estancia tiene una puerta de madera que da acceso al jardín, elaborada con un entramado de estilo chino. La habitación estaba amueblada con una mesa plegable de café y unos taburetes bajos, y contaba con un hookah o cachimba para fumar tabaco. La familia Jover añadió una lámpara de estilo islámico, de vidrio traslúcido con letras árabes, que fue retirada en 2020 durante el proceso de restauración al no pertenecer al proyecto original gaudiniano.
En el primer piso (143 m²) se encontraban los dormitorios: el principal se hallaba sobre el comedor, con una terraza situada sobre la tribuna inferior; tenía además una sala de estar, ubicada sobre el fumadero, un baño, un vestidor con aseo y otras dependencias, una habitación de invitados y otra destinada probablemente a estudio o biblioteca. Estas estancias estaban decoradas con pinturas al fresco de motivos vegetales inspirados en las plantas del cercano torrente de Cassoles (cañas, juncos y helechos). El dormitorio principal (34 m²) presenta un techo de entrevigados cerámicos con pámpanos de cartón piedra prensados de color verde. Cuenta igualmente con una terraza situada sobre la tribuna del piso inferior, con un banco de madera con verja de hierro. En la sala de estar destaca una cúpula decorada con una pintura en trampantojo de influencia barroca que reproduce en contrapicado la cúpula del templete que se levanta sobre esta sala, encarada al cielo y con un grupo de palomas blancas en vuelo, así como ramas de plantas trepadoras sobre el antepecho. Esta sala tiene asimismo un arrimadero de baldosas de color azul, blanco y ocre. En la esquina tiene un balcón con bancos de madera y cerramiento de celosías orientales similares a las del resto de la casa. El vestidor (7 m²) tiene dos puertas de acceso y un zócalo de baldosas en ajedrezado blanco y azul rodeado de otras de color ocre, con un techo de vigas con motivos florales y unas ménsulas decoradas con margaritas sobre fondo azul. El baño (6 m²) tiene un suelo de terrazo gris y paredes revestidas de azulejos, alternando los tonos ocre con un ajedrezado blanco y azul, así como un friso de baldosas con flores pintadas al óleo, único en toda la casa; el techo es de vigas con relieves cerámicos de hojas de hiedra. Por su parte, el cuarto de aseo (1,4 m²) está decorado con baldosas con motivos de ruedas y estrellas.
La segunda planta (150 m²), destinada a las habitaciones del servicio, está ocupada actualmente por un espacio de exposiciones. Gaudí diseñó esta planta de un modo más austero, acorde a sus funciones, con muros lisos, pavimento de baldosas y un techo de vigas de madera. Diseñó un espacio diáfano, de techos altos, que sirviese como regulador térmico del edificio.
En la segunda planta se encuentra también un jarrón cerámico decorado con flores y dos cabezas de fauno. Antiguamente se encontraba en el jardín y, tras una cesión temporal para la exposición realizada sobre Gaudí en el Museo Nacional de Arte de Cataluña (19 de noviembre de 2021 al 6 de marzo de 2022) y en el Museo de Orsay de París (12 de abril al 17 de julio de 2022), fue reubicada por motivos de seguridad en la exposición permanente de la casa. Aunque no está documentado, se ha sugerido la posible autoría del ceramista Magí Fita de esta obra.
El sótano, formado por una estructura de bóvedas catalanas en el techo, se utilizaba antiguamente como bodega y carbonera. En la actualidad se encuentra allí la tienda del museo.

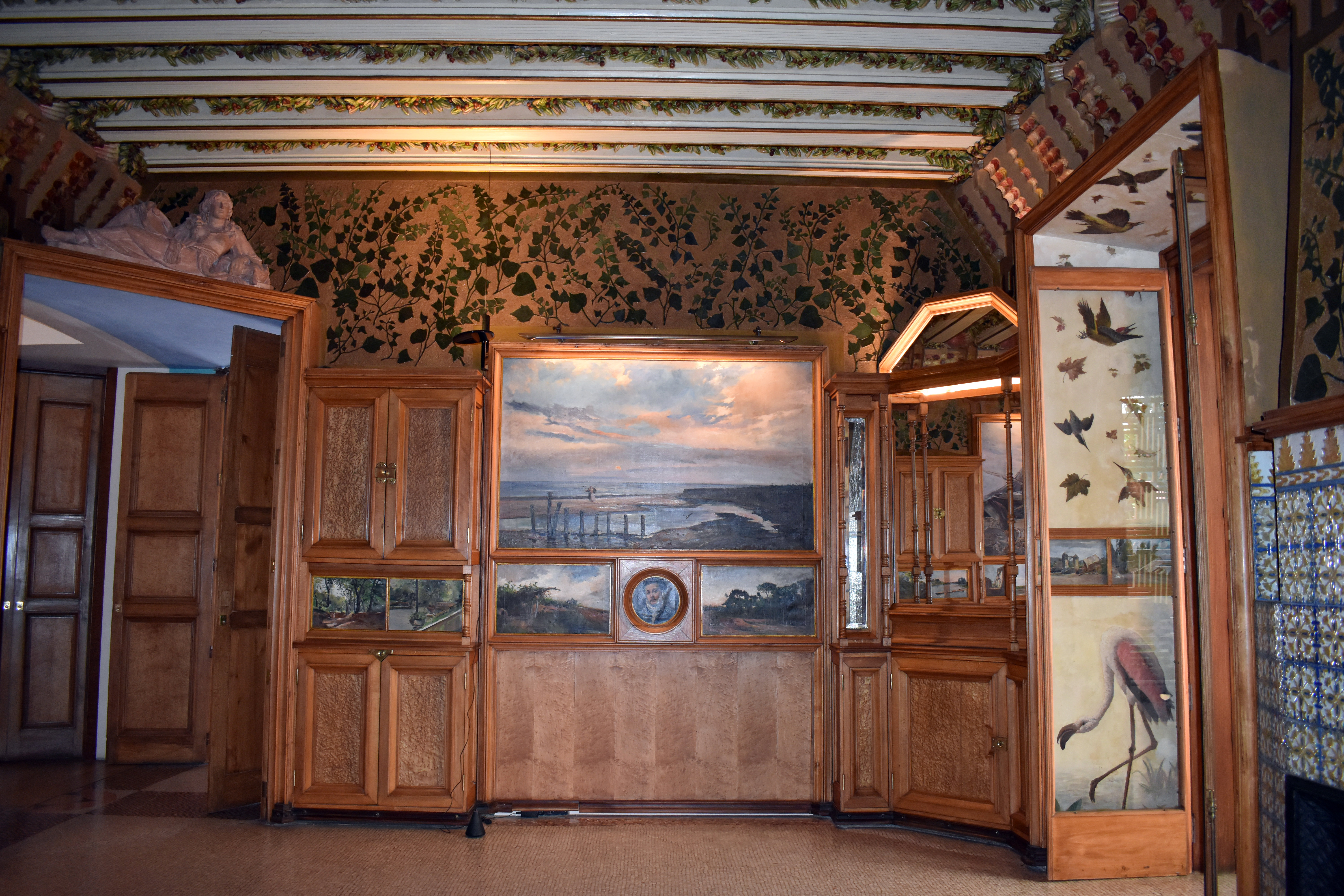
Comedor, lado sureste
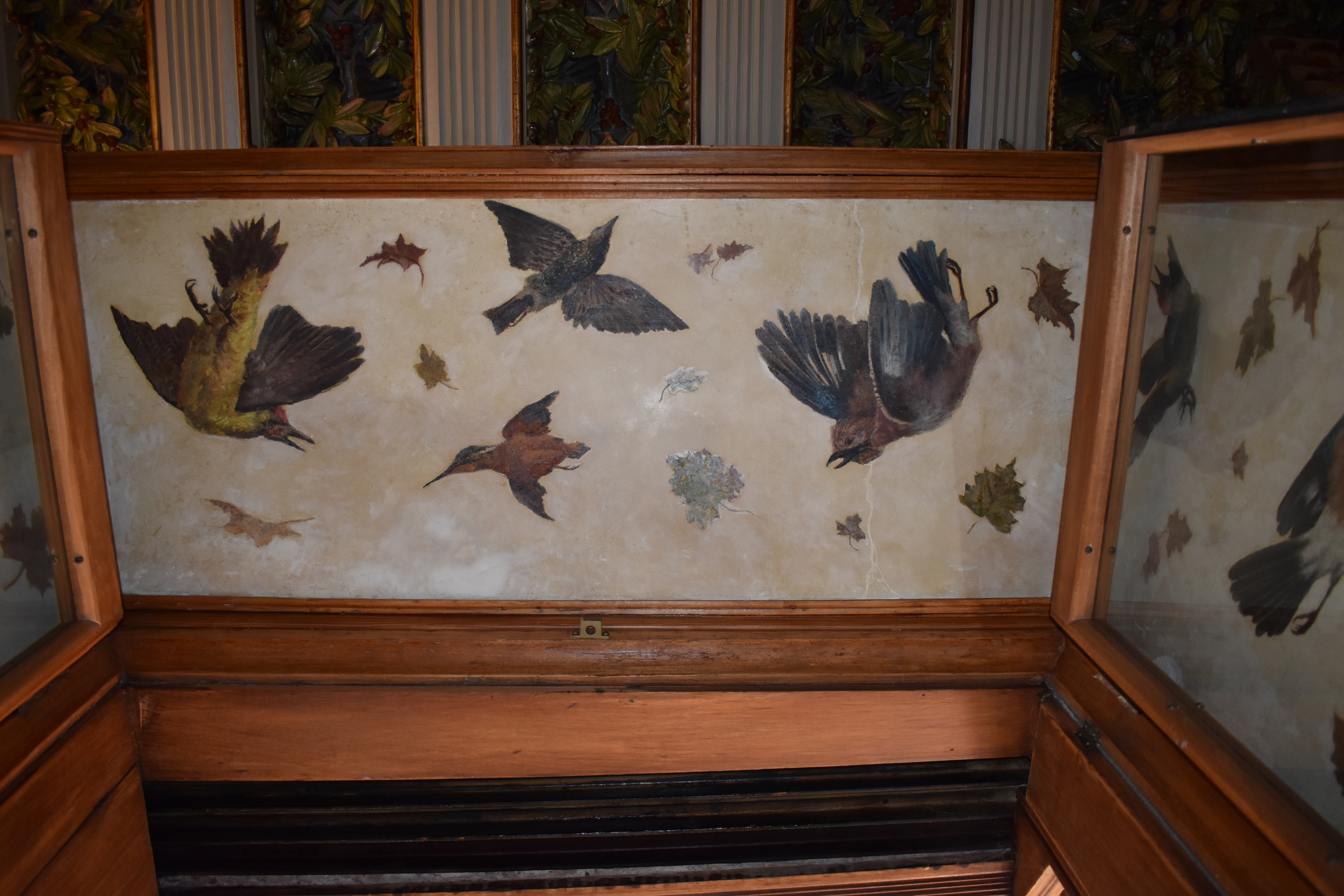
Pinturas de aves en las jambas del comedor
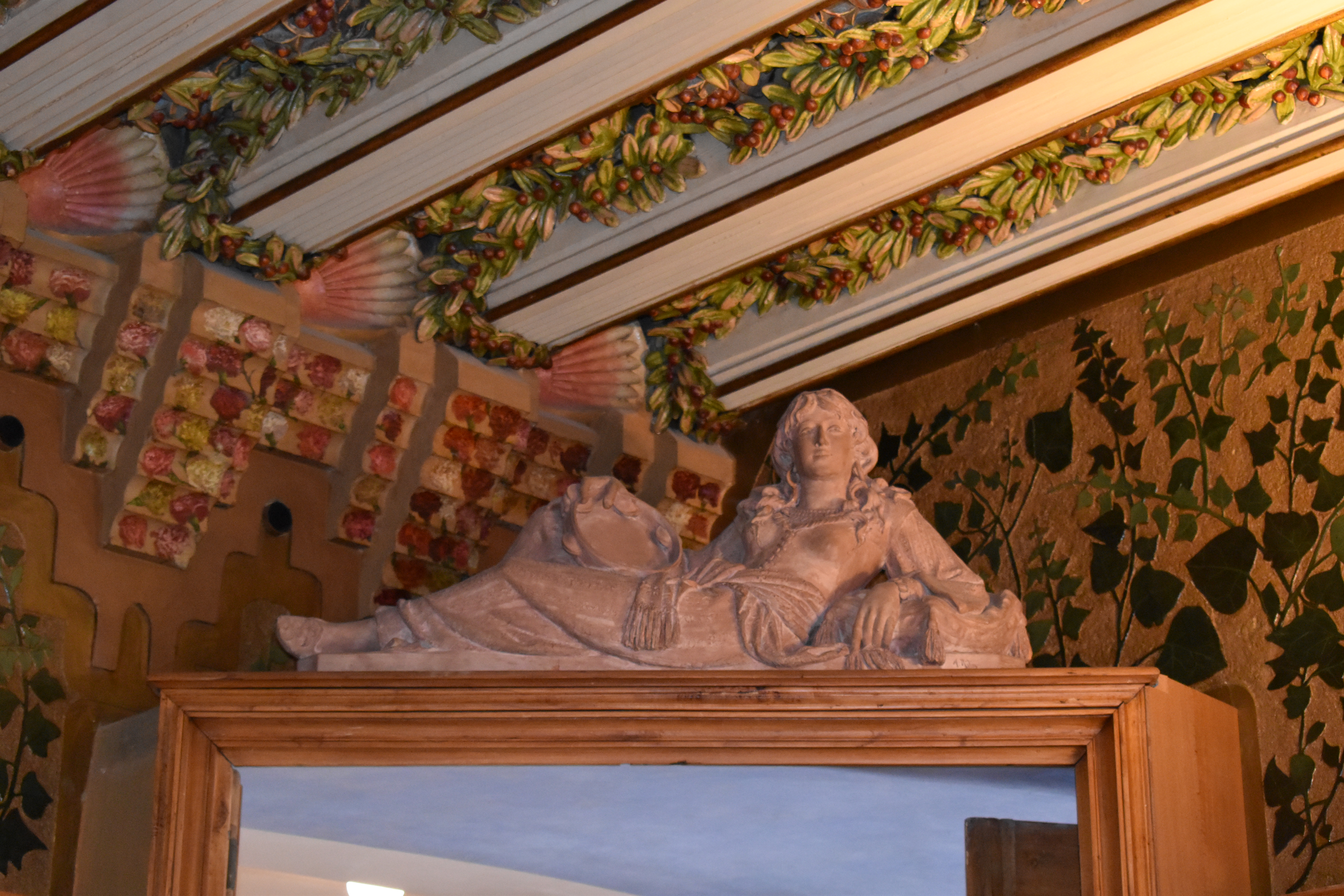
Figura de odalisca, obra de Antoni Riba
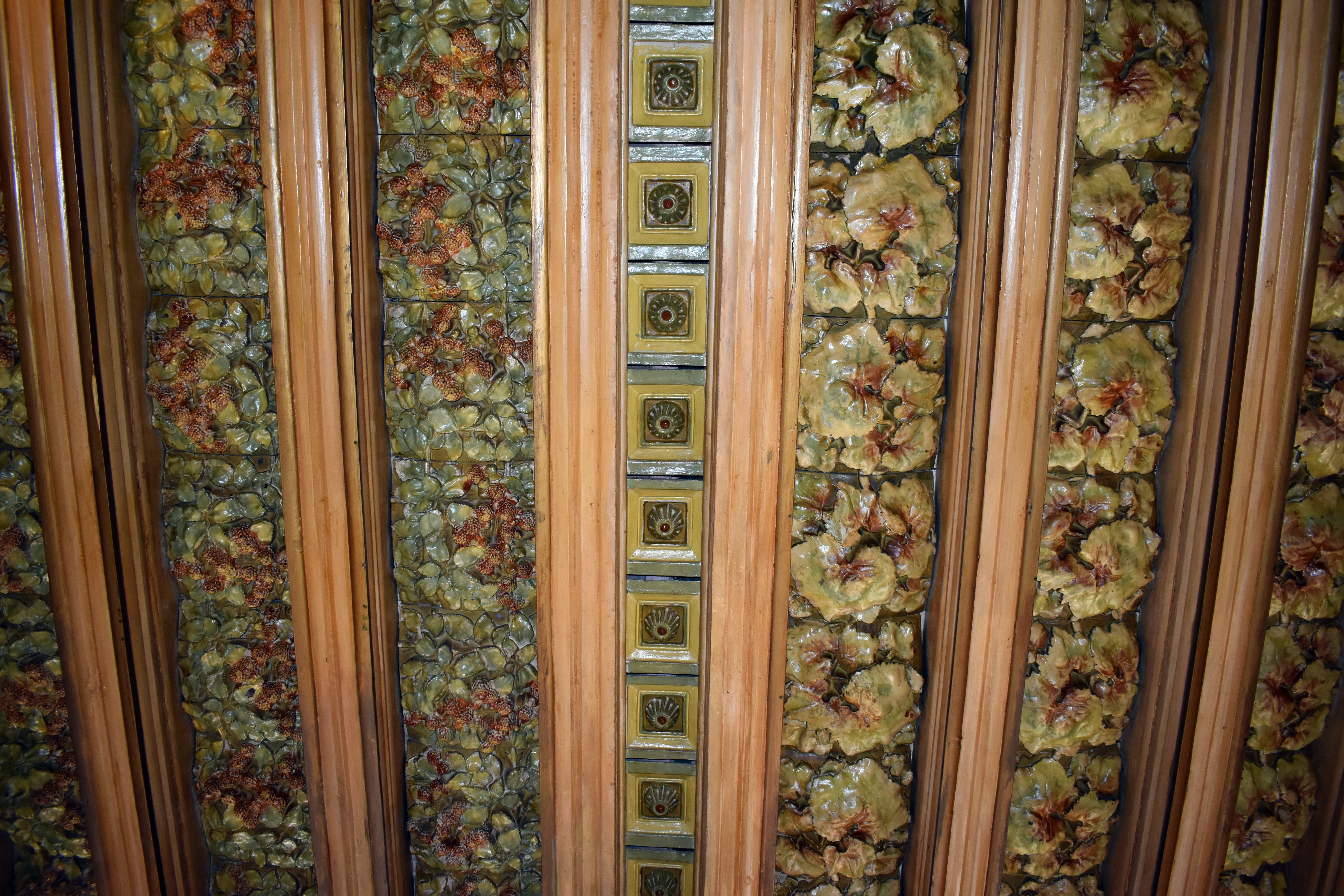
Techo del dormitorio
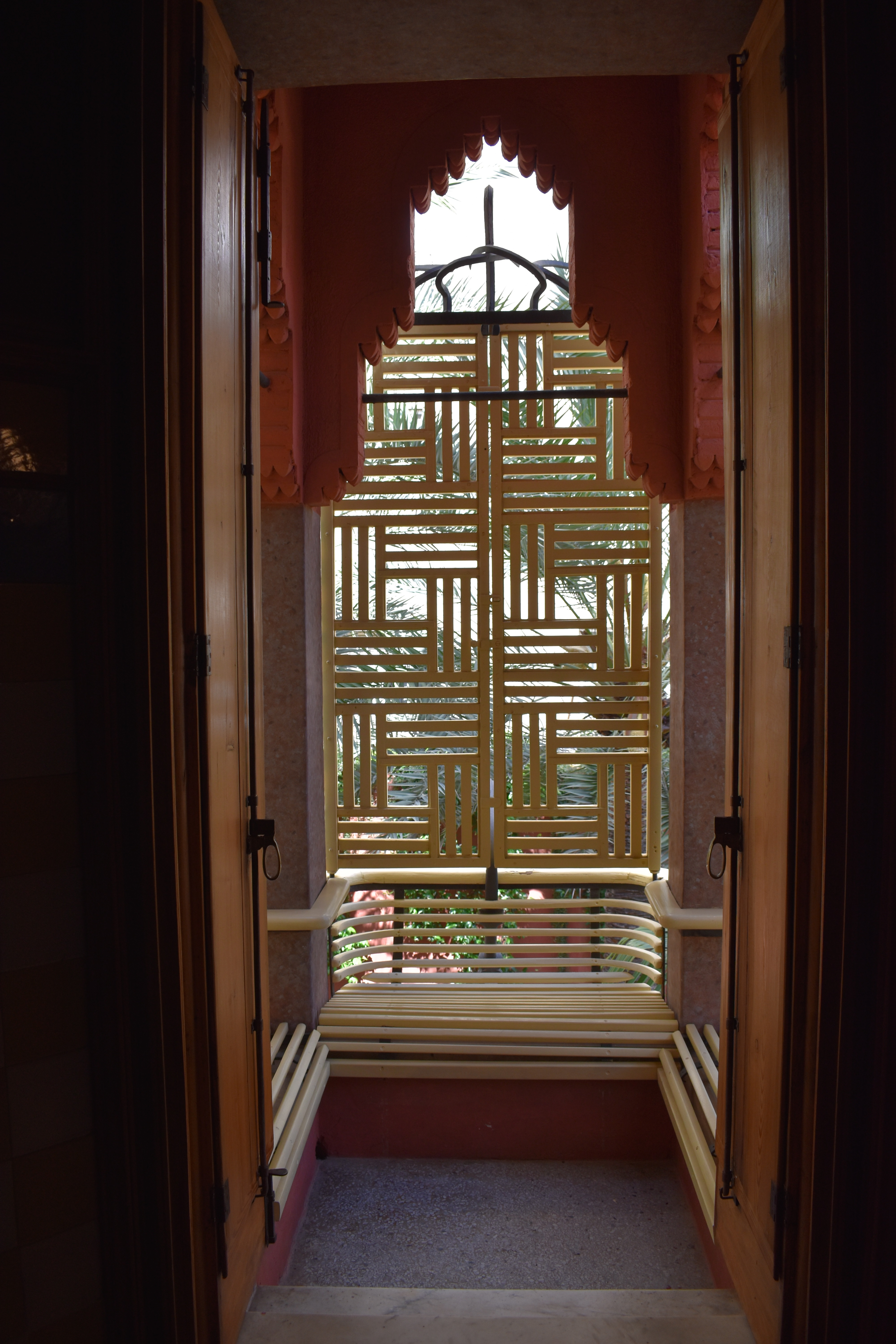
Ventana del balconcito de la sala de estar
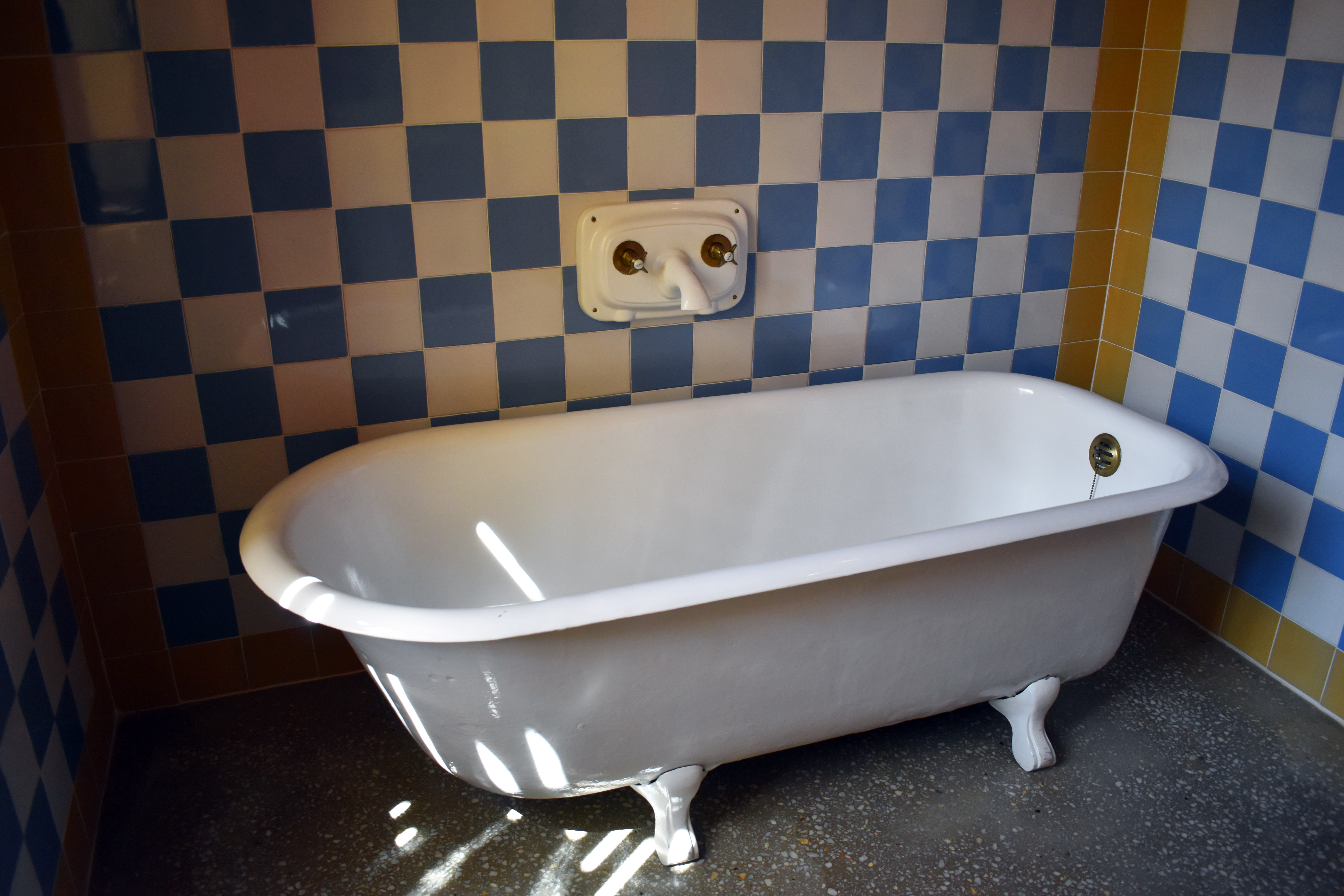
Baño

### Pinturas

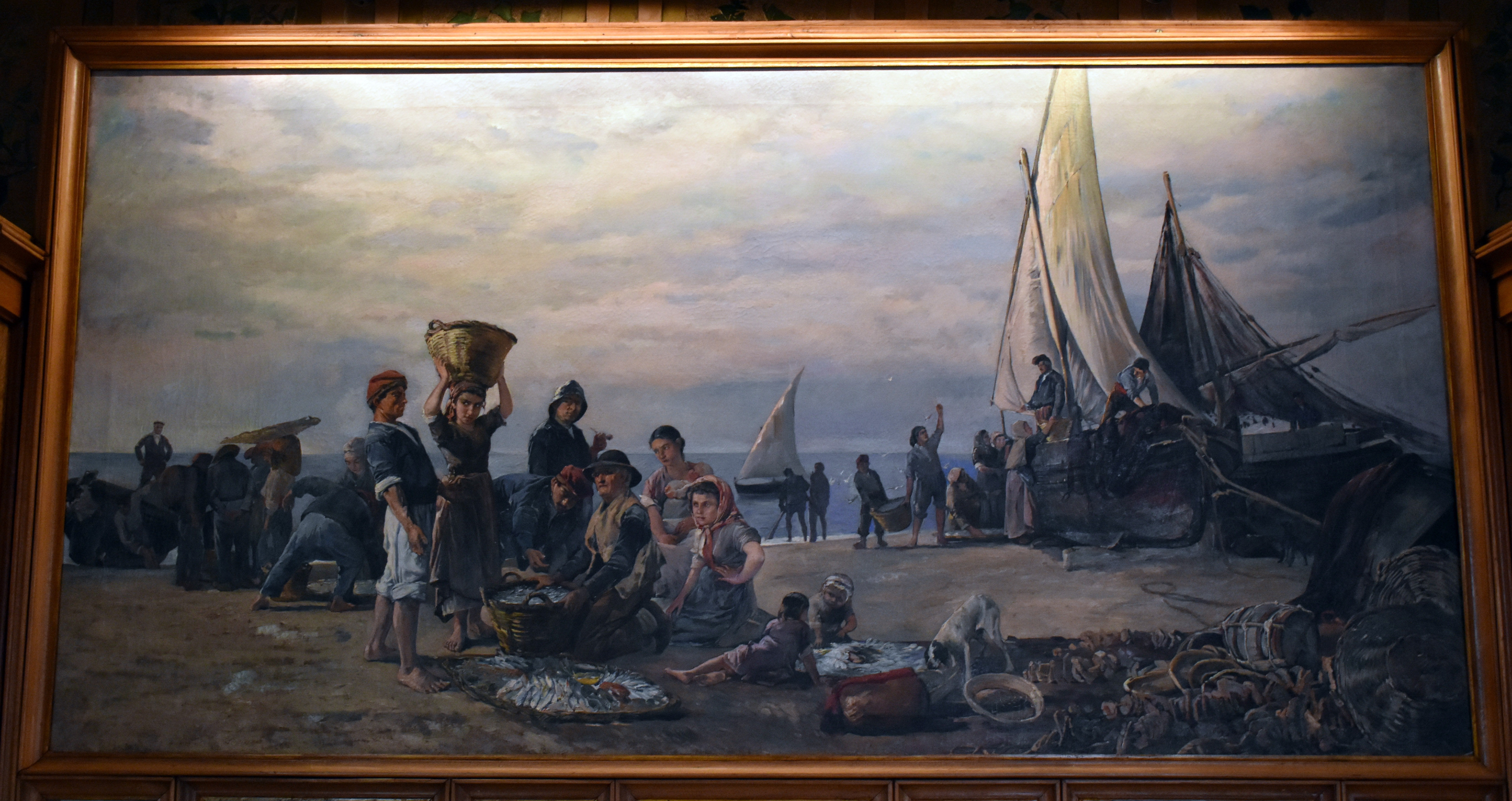
Escena de costumbres

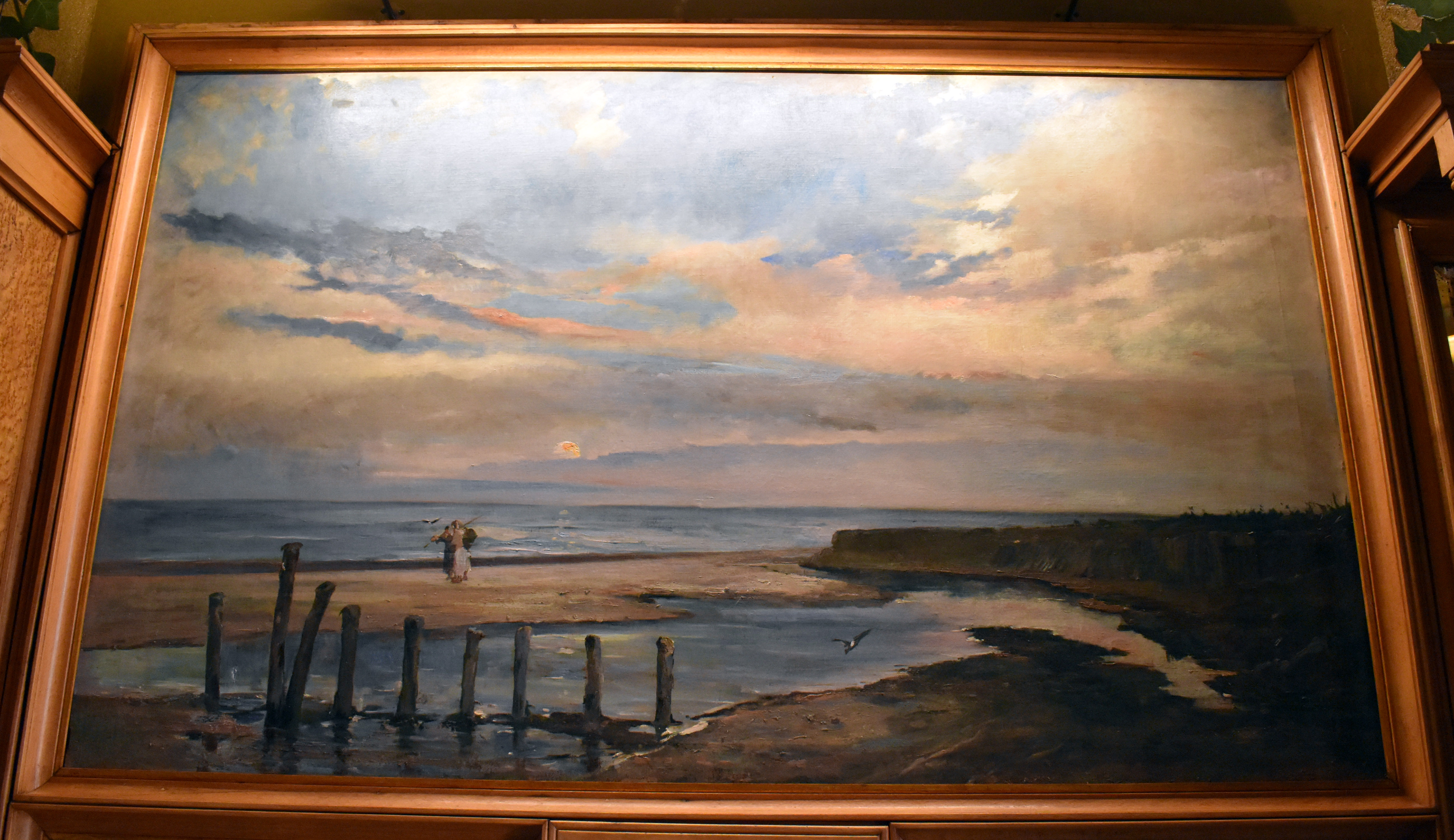
Marina

Las pinturas del comedor son obra de Francesc Torrescassana i Sallarés (Barcelona, 1845-1918). Estudió en la Escuela de la Lonja de Barcelona de 1859 a 1865, donde fue discípulo de Ramón Martí Alsina. Amplió sus estudios en Roma y París, donde entró en contacto con las corrientes artísticas de su tiempo. De regreso, se dedicó sobre todo a la pintura histórica, costumbrista, de retrato y de paisaje, en un estilo realista que en su etapa final fue evolucionando hacia un cierto impresionismo. Tiene obras en el Museo Nacional de Arte de Cataluña, en el Museo del Prado de Madrid y en el Museo del Louvre de París, aunque es la Casa Vicens la que recoge un mayor número de obras de este artista.
Se desconocen los detalles del encargo, aunque parece ser que Manuel Vicens era ya coleccionista de las obras de Torrescassana antes de la construcción de la casa. Por ello, es de suponer que numerosas de estas obras —muchas de las cuales no están fechadas— serían producciones anteriores del artista y que no se realizaron ex profeso para la casa. Para albergar esta colección, Gaudí diseñó el mobiliario del comedor acorde a la exposición de estos cuadros, por lo que elaboró unos muebles marco de madera de limonero de Ceilán que se integran armoniosamente con el conjunto expuesto. En total, el comedor acoge treinta y dos pinturas, formadas por dos retratos, dos interiores y veintiocho paisajes. Son obras herederas de su primer estilo realista influido por Martí Alsina, pero se percibe cierta evolución, una atmósfera algo romántica que recuerda la obra de Modest Urgell. Del conjunto de obras, solo cuatro están firmadas y fechadas, concretamente en 1879, lo que corrobora que son realizaciones anteriores a la construcción de la casa; una está solamente firmada. Todas las pinturas son al óleo sobre tela.
Las pinturas conservadas en el comedor de la Casa Vicens son (consignadas de arriba abajo y de izquierda a derecha):
- Pared sudoeste:

- - Paisaje, c. 1870-1888
  - Paisaje, c. 1870-1888
  - Paisaje, c. 1870-1888
  - Paisaje, c. 1870-1888
  - Paisaje, c. 1870-1888
  - Paisaje, c. 1870-1888
  - Roda de Ter, c. 1870-1888
  - Paisaje, c. 1870-1888

- Pared noroeste

- - Marina, c. 1870-1888 (firmada)
  - Pueblo, c. 1870-1888
  - Retrato masculino, c. 1870-1888
  - Pueblo, c. 1870-1888
  - Establo, c. 1870-1888
  - Marina, 187(4?) (firmada y fechada, difícil de leer)

- Pared noreste:

- - Escena de costumbres, c. 1870-1888
  - Marina, c. 1870-1888
  - Marina, c. 1870-1888
  - Calle de un pueblo, c. 1870-1888
  - Vista de un pueblo, 1879 (firmada y fechada)
  - Árboles, c. 1870-1888
  - Interior, 1879 (firmada y fechada)
  - Árboles, c. 1870-1888
  - Paisaje, 1879 (firmada y fechada)
  - Calle de un pueblo, c. 1870-1888
  - Paisaje, c. 1870-1888
  - Paisaje, c. 1870-1888

- Pared sudeste:

- - Marina, c. 1870-1888
  - Paisaje, c. 1870-1888
  - Jardín, c. 1870-1888
  - Paisaje, c. 1870-1888
  - Retrato desconocido, c. 1870-1888
  - Paisaje, c. 1870-1888